# 越前市
越前市（えちぜんし）は、福井県嶺北地方にある市。福井県では福井市と坂井市に次いで人口が多い。

## 概要

旧武生市中心部周辺の空中写真。日野川西岸沿いに市街地が広がる。2021年6月10日撮影の18枚を合成作成。。

福井県のほぼ中央に位置し、越前和紙、越前打刃物、越前箪笥などの伝統的工芸品の生産地として著名な市。2005年（平成17年）10月1日、武生市および今立郡今立町が合併し発足した。
市の中央を北陸自動車道と国道8号が縦断し、関西・中京圏などの主要都市や福井市・敦賀市など周辺都市との交通の動脈となっている。
市周辺地域は古くから拓けた土地であり、旧武生市の辺りには越の国の国府が置かれ、北陸地方の政治・経済・文化の中心地として栄えてきた歴史がある。平安時代には、「源氏物語」の作者である紫式部が、少女時代を過ごした。
中心市街地は、歴史的遺産を継承した、古い町並や建物を活かしたまちづくりが進められており、白壁の蔵が立ち並ぶ「蔵の辻」と呼ばれる一角がある。一方、市の西部地域には豊かな里地里山が残されており、希少野生生物も多く生息しているため、平成16年度に、環境省の「里地里山保全再生モデル地域」に選定されており、コウノトリの飛来を目標に環境調和型農業や里地里山の保全再生に取り組んでいる。

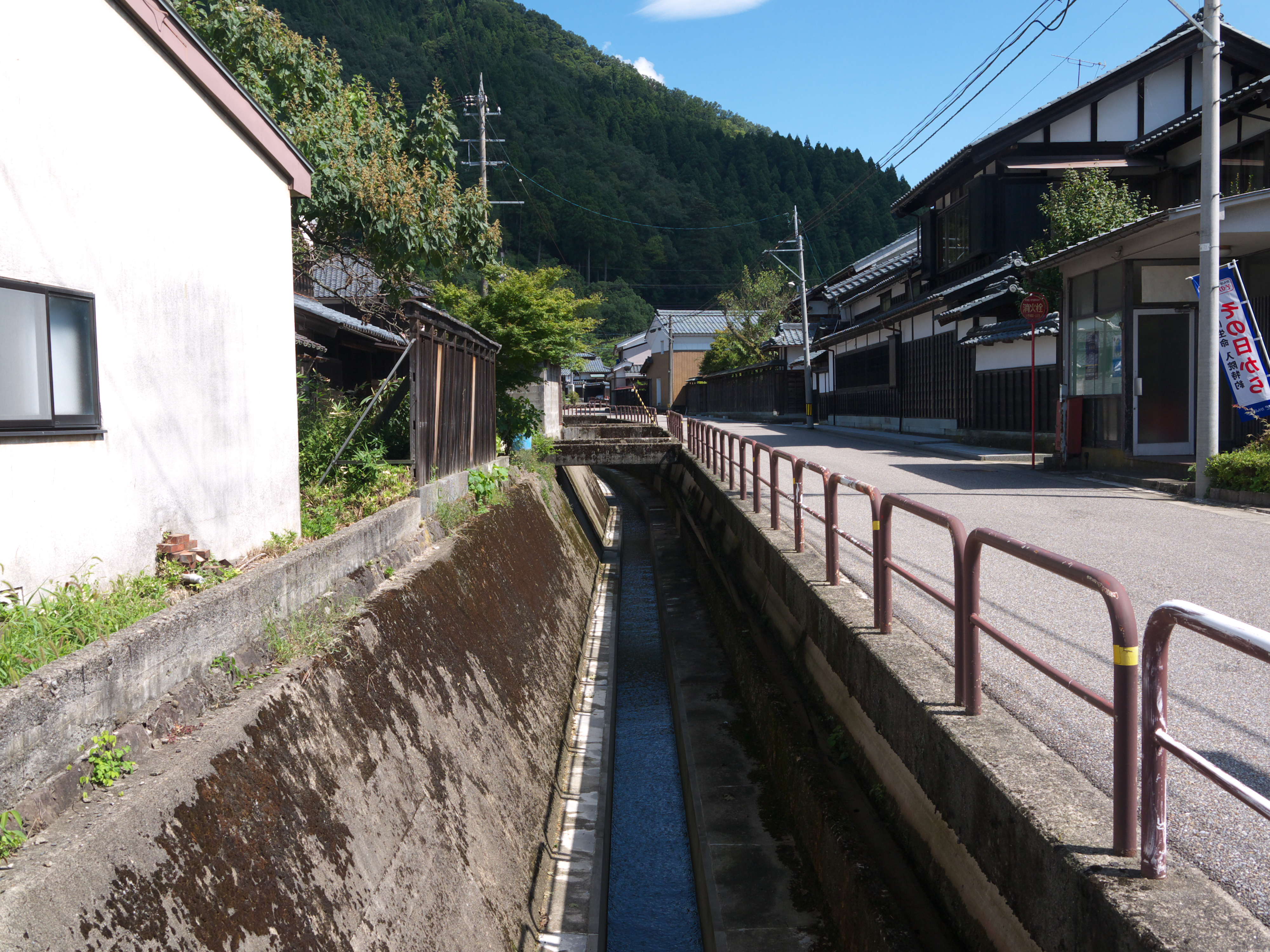
今立町岩本町の町並み。越前和紙の里

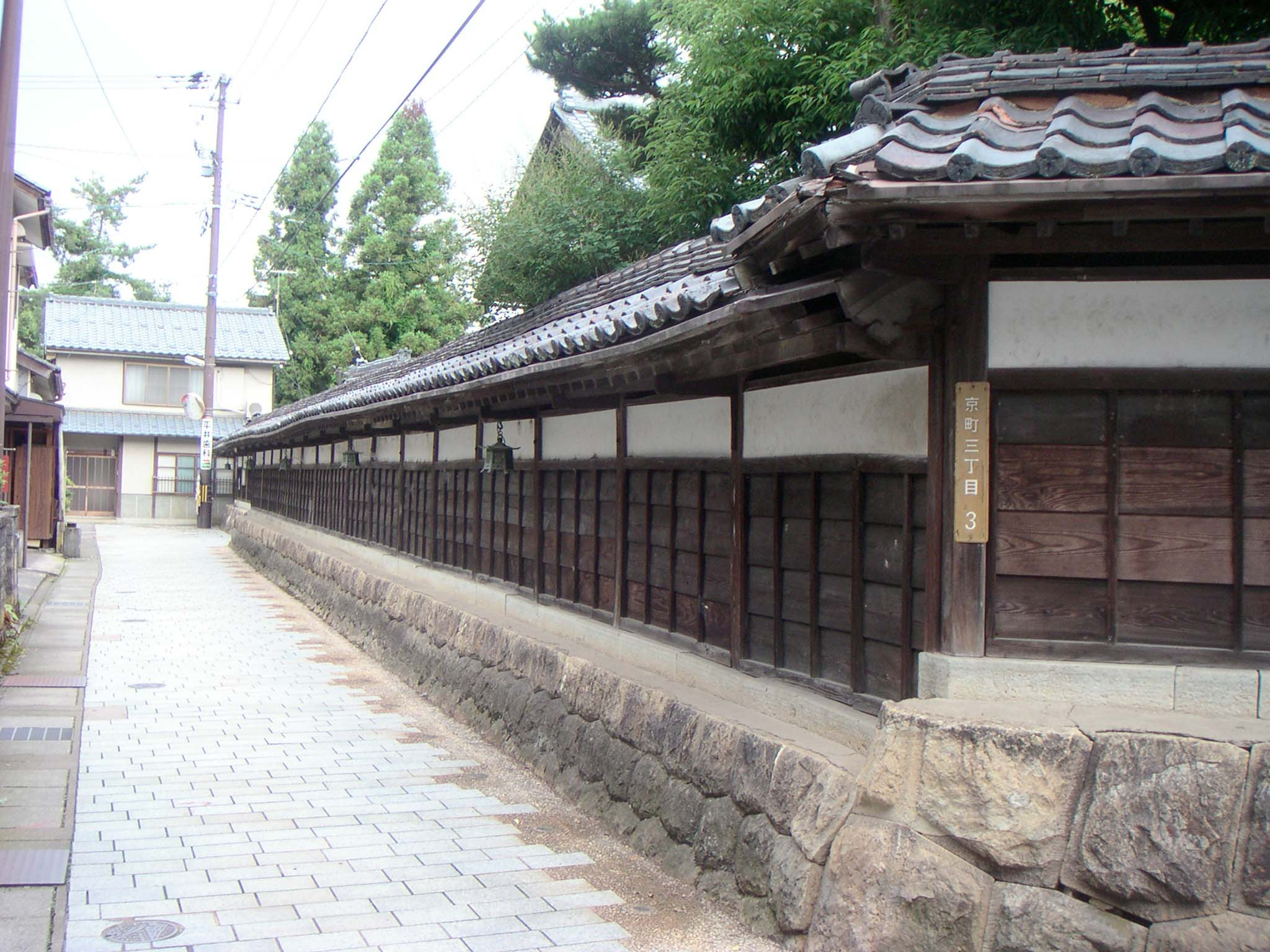
旧武生市京町

## 地理

### 位置
三方を山で囲まれた武生盆地の中央部に市街地を形成している。ごくわずかに越前海岸から離れており、内陸都市である。

### 地形

#### 山岳
- 日野山（越前富士、北緯35度51分34.8秒 東経136度12分25.6秒 / 北緯35.859667度 東経136.207111度）
- 三里山（北緯35度56分17.7秒 東経136度13分32.1秒 / 北緯35.938250度 東経136.225583度）
- 村国山（北緯35度53分56.9秒 東経136度10分51.9秒 / 北緯35.899139度 東経136.181083度）
- 鬼ヶ嶽（鬼ヶ岳、北緯35度54分0.3秒 東経136度6分3.6秒）

#### 河川
- 日野川
- 鞍谷川
- 吉野瀬川
- 浅水川

### 気候
日本海側気候である。また、豪雪地帯に指定されている。
- 最深積雪 - 130センチ（2018年2月13日）

| 武生(旧武生市、平年値2005-2020（降雪量のみ1991-2020）)の気候 | 武生(旧武生市、平年値2005-2020（降雪量のみ1991-2020）)の気候 | 武生(旧武生市、平年値2005-2020（降雪量のみ1991-2020）)の気候 | 武生(旧武生市、平年値2005-2020（降雪量のみ1991-2020）)の気候 | 武生(旧武生市、平年値2005-2020（降雪量のみ1991-2020）)の気候 | 武生(旧武生市、平年値2005-2020（降雪量のみ1991-2020）)の気候 | 武生(旧武生市、平年値2005-2020（降雪量のみ1991-2020）)の気候 | 武生(旧武生市、平年値2005-2020（降雪量のみ1991-2020）)の気候 | 武生(旧武生市、平年値2005-2020（降雪量のみ1991-2020）)の気候 | 武生(旧武生市、平年値2005-2020（降雪量のみ1991-2020）)の気候 | 武生(旧武生市、平年値2005-2020（降雪量のみ1991-2020）)の気候 | 武生(旧武生市、平年値2005-2020（降雪量のみ1991-2020）)の気候 | 武生(旧武生市、平年値2005-2020（降雪量のみ1991-2020）)の気候 | 武生(旧武生市、平年値2005-2020（降雪量のみ1991-2020）)の気候 |
| 月                                                           | 1月                                                          | 2月                                                          | 3月                                                          | 4月                                                          | 5月                                                          | 6月                                                          | 7月                                                          | 8月                                                          | 9月                                                          | 10月                                                         | 11月                                                         | 12月                                                         | 年                                                           |
| ------------------------------------------------------------ | ------------------------------------------------------------ | ------------------------------------------------------------ | ------------------------------------------------------------ | ------------------------------------------------------------ | ------------------------------------------------------------ | ------------------------------------------------------------ | ------------------------------------------------------------ | ------------------------------------------------------------ | ------------------------------------------------------------ | ------------------------------------------------------------ | ------------------------------------------------------------ | ------------------------------------------------------------ | ------------------------------------------------------------ |
| 降水量 mm （inch）                                           | 260.4 (10.252)                                               | 168.5 (6.634)                                                | 165.7 (6.524)                                                | 147.3 (5.799)                                                | 135.9 (5.35)                                                 | 146.3 (5.76)                                                 | 248.5 (9.783)                                                | 137.3 (5.406)                                                | 223.4 (8.795)                                                | 164.2 (6.465)                                                | 176.6 (6.953)                                                | 352.9 (13.894)                                               | 2,296.5 (90.413)                                             |
| 降雪量 cm （inch）                                           | 114 (44.9)                                                   | 89 (35)                                                      | 14 (5.5)                                                     | 0 (0)                                                        | 0 (0)                                                        | 0 (0)                                                        | 0 (0)                                                        | 0 (0)                                                        | 0 (0)                                                        | 0 (0)                                                        | 0 (0)                                                        | 40 (15.7)                                                    | 262 (103.1)                                                  |
| 平均降水日数 （≥1.0 mm）                                     | 22.4                                                         | 17.9                                                         | 15.5                                                         | 12.2                                                         | 10.7                                                         | 11.1                                                         | 12.8                                                         | 8.9                                                          | 11.7                                                         | 11.9                                                         | 15.3                                                         | 23.9                                                         | 173.7                                                        |
| 出典：気象庁                                                 |                                                              |                                                              |                                                              |                                                              |                                                              |                                                              |                                                              |                                                              |                                                              |                                                              |                                                              |                                                              |                                                              |

### 人口
| |                                        |  |
| 越前市と全国の年齢別人口分布（2005年） | 越前市の年齢・男女別人口分布（2005年） |  |
| ■紫色 ― 越前市 ■緑色 ― 日本全国 | ■青色 ― 男性 ■赤色 ― 女性              |  |
| 越前市（に相当する地域）の人口の推移 \| 1970年（昭和45年） \| 76,720人 \| \| \| 1975年（昭和50年） \| 79,808人 \| \| \| 1980年（昭和55年） \| 81,942人 \| \| \| 1985年（昭和60年） \| 83,953人 \| \| \| 1990年（平成2年） \| 84,897人 \| \| \| 1995年（平成7年） \| 85,533人 \| \| \| 2000年（平成12年） \| 87,699人 \| \| \| 2005年（平成17年） \| 87,742人 \| \| \| 2010年（平成22年） \| 85,614人 \| \| \| 2015年（平成27年） \| 81,524人 \| \| \| 2020年（令和2年） \| 80,611人 \| \| |                                        |  |
| 総務省統計局 国勢調査より |                                        |  |
| 1970年（昭和45年） | 76,720人                               |  |
| 1975年（昭和50年） | 79,808人                               |  |
| 1980年（昭和55年） | 81,942人                               |  |
| 1985年（昭和60年） | 83,953人                               |  |
| 1990年（平成2年） | 84,897人                               |  |
| 1995年（平成7年） | 85,533人                               |  |
| 2000年（平成12年） | 87,699人                               |  |
| 2005年（平成17年） | 87,742人                               |  |
| 2010年（平成22年） | 85,614人                               |  |
| 2015年（平成27年） | 81,524人                               |  |
| 2020年（令和2年） | 80,611人                               |  |

### 隣接自治体
福井県
- 鯖江市
- 福井市
- 今立郡：池田町
- 南条郡：南越前町
- 丹生郡：越前町

なお、福井市と接する部分は鯖江市・池田町を含む4市町境が交差する山頂1点のみ。

## 歴史
奈良時代に越前国の国府が置かれる。鎌倉時代に守護へ権力が移行し国司制度が形骸化するまで、越前の政庁である国府であった。
鎌倉時代頃から越前和紙が今立地区（旧今立町）で抄造されはじめ、室町時代には今立地区の大滝村に紙座（組合） が設けられた。
江戸時代には、越前の和紙職人が抄造を全国に普及させ、全国に和紙産地が形成されるとともに、越前和紙は「紙の王」（和漢三才図会）とも称されるほどになった。
旧武生市内府中から、五分市町（ごぶいち）、味真野町（あじまの）一帯は、本願寺の寺社が多く分布しており多くの浄土真宗本願寺派の門徒がいた事から越前一向一揆の惨劇の舞台となった。
その後、織田信長支配時には不破光治、佐々成政、前田利家の府中三人衆により治められ、前田利家によって越前府中城、佐々成政によって小丸城が築かれた。
江戸時代には越前松平家家老の本多家領と幕府領の本保陣屋があった。
明治時代には、今立地区（旧今立町）の越前漆器職人である越前衆　が全国に漆掻きに回る。江戸時代を上回る多くの越前衆の出稼ぎ、移住もあり漆器製造の向上普及に貢献し全国の漆器産地が形成される。

### 年表
- 1913年（大正2年）9月19日 - 武生町内で大火。1700戸が焼失[7]。
- 2005年（平成17年）10月1日 - 武生市および今立郡今立町が合併して、越前市が発足する。

### 市域の変遷
| 所 属 郡 | 明治以前   | 明治初年 - 明治22年                 | 明治22年 4月1日 町村制施行 | 明治22年 - 昭和20年           | 昭和21年 - 昭和30年           | 昭和21年 - 昭和30年            | 昭和31年 - 昭和64年          | 平成元年 - 現在        | 現在   |
| -------- | ---------- | ----------------------------------- | -------------------------- | ----------------------------- | ----------------------------- | ------------------------------ | ---------------------------- | ---------------------- | ------ |
| 今 立 郡 | 岩本村     | 岩本村                              | 岡本村                     | 岡本村                        | 岡本村                        | 岡本村                         | 昭和31年9月30日 今立町に編入 | 平成17年10月1日 越前市 | 越前市 |
| 今 立 郡 | 不老村     | 不老村                              | 岡本村                     | 岡本村                        | 岡本村                        | 岡本村                         | 昭和31年9月30日 今立町に編入 | 平成17年10月1日 越前市 | 越前市 |
| 今 立 郡 | 大滝村     | 大滝村                              | 岡本村                     | 岡本村                        | 岡本村                        | 岡本村                         | 昭和31年9月30日 今立町に編入 | 平成17年10月1日 越前市 | 越前市 |
| 今 立 郡 | 定友村     | 定友村                              | 岡本村                     | 岡本村                        | 岡本村                        | 岡本村                         | 昭和31年9月30日 今立町に編入 | 平成17年10月1日 越前市 | 越前市 |
| 今 立 郡 | 新在家村   | 新在家村                            | 岡本村                     | 岡本村                        | 岡本村                        | 岡本村                         | 昭和31年9月30日 今立町に編入 | 平成17年10月1日 越前市 | 越前市 |
| 今 立 郡 | 大平村     | 大平村                              | 岡本村                     | 岡本村                        | 岡本村                        | 岡本村                         | 昭和31年9月30日 今立町に編入 | 平成17年10月1日 越前市 | 越前市 |
| 今 立 郡 | 島村       | 島村                                | 岡本村                     | 岡本村                        | 岡本村                        | 岡本村                         | 昭和31年9月30日 今立町に編入 | 平成17年10月1日 越前市 | 越前市 |
| 今 立 郡 | 杉尾村     | 杉尾村                              | 岡本村                     | 岡本村                        | 岡本村                        | 岡本村                         | 昭和31年9月30日 今立町に編入 | 平成17年10月1日 越前市 | 越前市 |
| 今 立 郡 | 長五村     | 長五村                              | 岡本村                     | 岡本村                        | 岡本村                        | 岡本村                         | 昭和31年9月30日 今立町に編入 | 平成17年10月1日 越前市 | 越前市 |
| 今 立 郡 | 轟井村     | 轟井村                              | 岡本村                     | 岡本村                        | 岡本村                        | 岡本村                         | 昭和31年9月30日 今立町に編入 | 平成17年10月1日 越前市 | 越前市 |
| 今 立 郡 | 中印村     | 中印村                              | 岡本村                     | 岡本村                        | 岡本村                        | 岡本村                         | 昭和31年9月30日 今立町に編入 | 平成17年10月1日 越前市 | 越前市 |
| 今 立 郡 | 別印村     | 別印村                              | 岡本村                     | 岡本村                        | 岡本村                        | 岡本村                         | 昭和31年9月30日 今立町に編入 | 平成17年10月1日 越前市 | 越前市 |
| 今 立 郡 | 八石村     | 八石村                              | 岡本村                     | 岡本村                        | 岡本村                        | 岡本村                         | 昭和31年9月30日 今立町に編入 | 平成17年10月1日 越前市 | 越前市 |
| 今 立 郡 | 南坂下村   | 明治14年 改称 坂下村                | 岡本村                     | 岡本村                        | 岡本村                        | 岡本村                         | 昭和31年9月30日 今立町に編入 | 平成17年10月1日 越前市 | 越前市 |
| 今 立 郡 | 赤坂村     | 赤坂村                              | 北中山村                   | 北中山村                      | 北中山村                      | 昭和30年6月10日 粟田部町に編入 | 昭和31年9月29日 改称 今立町  | 平成17年10月1日 越前市 | 越前市 |
| 今 立 郡 | 新堂村     | 新堂村                              | 北中山村                   | 北中山村                      | 北中山村                      | 昭和30年6月10日 粟田部町に編入 | 昭和31年9月29日 改称 今立町  | 平成17年10月1日 越前市 | 越前市 |
| 今 立 郡 | 東庄境村   | 東庄境村                            | 南中山村                   | 南中山村                      | 南中山村                      | 昭和30年3月31日 粟田部町       | 昭和31年9月29日 改称 今立町  | 平成17年10月1日 越前市 | 越前市 |
| 今 立 郡 | 西庄境村   | 西庄境村                            | 南中山村                   | 南中山村                      | 南中山村                      | 昭和30年3月31日 粟田部町       | 昭和31年9月29日 改称 今立町  | 平成17年10月1日 越前市 | 越前市 |
| 今 立 郡 | 北中津山村 | 北中津山村                          | 南中山村                   | 南中山村                      | 南中山村                      | 昭和30年3月31日 粟田部町       | 昭和31年9月29日 改称 今立町  | 平成17年10月1日 越前市 | 越前市 |
| 今 立 郡 | 南中津山村 | 南中津山村                          | 南中山村                   | 南中山村                      | 南中山村                      | 昭和30年3月31日 粟田部町       | 昭和31年9月29日 改称 今立町  | 平成17年10月1日 越前市 | 越前市 |
| 今 立 郡 | 野岡村     | 野岡村                              | 南中山村                   | 南中山村                      | 南中山村                      | 昭和30年3月31日 粟田部町       | 昭和31年9月29日 改称 今立町  | 平成17年10月1日 越前市 | 越前市 |
| 今 立 郡 | 山室村     | 山室村                              | 南中山村                   | 南中山村                      | 南中山村                      | 昭和30年3月31日 粟田部町       | 昭和31年9月29日 改称 今立町  | 平成17年10月1日 越前市 | 越前市 |
| 今 立 郡 | 相ノ木村   | 相ノ木村                            | 服間村                     | 服間村                        | 服間村                        | 昭和30年3月31日 粟田部町       | 昭和31年9月29日 改称 今立町  | 平成17年10月1日 越前市 | 越前市 |
| 今 立 郡 | 赤谷村     | 赤谷村                              | 服間村                     | 服間村                        | 服間村                        | 昭和30年3月31日 粟田部町       | 昭和31年9月29日 改称 今立町  | 平成17年10月1日 越前市 | 越前市 |
| 今 立 郡 | 市野々村   | 市野々村                            | 服間村                     | 服間村                        | 服間村                        | 昭和30年3月31日 粟田部町       | 昭和31年9月29日 改称 今立町  | 平成17年10月1日 越前市 | 越前市 |
| 今 立 郡 | 大谷村     | 大谷村                              | 服間村                     | 服間村                        | 服間村                        | 昭和30年3月31日 粟田部町       | 昭和31年9月29日 改称 今立町  | 平成17年10月1日 越前市 | 越前市 |
| 今 立 郡 | 清根村     | 清根村                              | 服間村                     | 服間村                        | 服間村                        | 昭和30年3月31日 粟田部町       | 昭和31年9月29日 改称 今立町  | 平成17年10月1日 越前市 | 越前市 |
| 今 立 郡 | 朽飯村     | 朽飯村                              | 服間村                     | 服間村                        | 服間村                        | 昭和30年3月31日 粟田部町       | 昭和31年9月29日 改称 今立町  | 平成17年10月1日 越前市 | 越前市 |
| 今 立 郡 | 炭焼村     | 炭焼村                              | 服間村                     | 服間村                        | 服間村                        | 昭和30年3月31日 粟田部町       | 昭和31年9月29日 改称 今立町  | 平成17年10月1日 越前市 | 越前市 |
| 今 立 郡 | 高岡村     | 高岡村                              | 服間村                     | 服間村                        | 服間村                        | 昭和30年3月31日 粟田部町       | 昭和31年9月29日 改称 今立町  | 平成17年10月1日 越前市 | 越前市 |
| 今 立 郡 | 寺地村     | 寺地村                              | 服間村                     | 服間村                        | 服間村                        | 昭和30年3月31日 粟田部町       | 昭和31年9月29日 改称 今立町  | 平成17年10月1日 越前市 | 越前市 |
| 今 立 郡 | 殿村       | 殿村                                | 服間村                     | 服間村                        | 服間村                        | 昭和30年3月31日 粟田部町       | 昭和31年9月29日 改称 今立町  | 平成17年10月1日 越前市 | 越前市 |
| 今 立 郡 | 長谷村     | 長谷村                              | 服間村                     | 服間村                        | 服間村                        | 昭和30年3月31日 粟田部町       | 昭和31年9月29日 改称 今立町  | 平成17年10月1日 越前市 | 越前市 |
| 今 立 郡 | 波垣村     | 波垣村                              | 服間村                     | 服間村                        | 服間村                        | 昭和30年3月31日 粟田部町       | 昭和31年9月29日 改称 今立町  | 平成17年10月1日 越前市 | 越前市 |
| 今 立 郡 | 春山村     | 春山村                              | 服間村                     | 服間村                        | 服間村                        | 昭和30年3月31日 粟田部町       | 昭和31年9月29日 改称 今立町  | 平成17年10月1日 越前市 | 越前市 |
| 今 立 郡 | 藤木村     | 藤木村                              | 服間村                     | 服間村                        | 服間村                        | 昭和30年3月31日 粟田部町       | 昭和31年9月29日 改称 今立町  | 平成17年10月1日 越前市 | 越前市 |
| 今 立 郡 | 南中村     | 南中村                              | 服間村                     | 服間村                        | 服間村                        | 昭和30年3月31日 粟田部町       | 昭和31年9月29日 改称 今立町  | 平成17年10月1日 越前市 | 越前市 |
| 今 立 郡 | 室谷村     | 室谷村                              | 服間村                     | 服間村                        | 服間村                        | 昭和30年3月31日 粟田部町       | 昭和31年9月29日 改称 今立町  | 平成17年10月1日 越前市 | 越前市 |
| 今 立 郡 | 柳村       | 柳村                                | 服間村                     | 服間村                        | 服間村                        | 昭和30年3月31日 粟田部町       | 昭和31年9月29日 改称 今立町  | 平成17年10月1日 越前市 | 越前市 |
| 今 立 郡 | 横住村     | 横住村                              | 服間村                     | 服間村                        | 服間村                        | 昭和30年3月31日 粟田部町       | 昭和31年9月29日 改称 今立町  | 平成17年10月1日 越前市 | 越前市 |
| 今 立 郡 | 領家村     | 領家村                              | 服間村                     | 服間村                        | 服間村                        | 昭和30年3月31日 粟田部町       | 昭和31年9月29日 改称 今立町  | 平成17年10月1日 越前市 | 越前市 |
| 今 立 郡 | 東樫尾村   | 明治14年 改称 服部樫尾村            | 服間村                     | 服間村                        | 服間村                        | 昭和30年3月31日 粟田部町       | 昭和31年9月29日 改称 今立町  | 平成17年10月1日 越前市 | 越前市 |
| 今 立 郡 | 西河内村   | 明治14年 改称 服部河内村            | 服間村                     | 服間村                        | 服間村                        | 昭和30年3月31日 粟田部町       | 昭和31年9月29日 改称 今立町  | 平成17年10月1日 越前市 | 越前市 |
| 今 立 郡 | 北坂下村   | 明治14年 改称 水間坂下村            | 服間村                     | 服間村                        | 服間村                        | 昭和30年3月31日 粟田部町       | 昭和31年9月29日 改称 今立町  | 平成17年10月1日 越前市 | 越前市 |
| 今 立 郡 | 粟田部村   | 粟田部村                            | 粟田部村                   | 大正15年10月1日 町制 粟田部町 | 粟田部町                      | 昭和30年3月31日 粟田部町       | 昭和31年9月29日 改称 今立町  | 平成17年10月1日 越前市 | 越前市 |
| 今 立 郡 | 西樫尾村   | 明治14年 改称 樫尾村                | 北新庄村                   | 北新庄村                      | 昭和29年7月5日 粟田部町に編入 | 昭和30年3月31日 粟田部町       | 昭和31年9月29日 改称 今立町  | 平成17年10月1日 越前市 | 越前市 |
| 今 立 郡 | 中新庄村   | 中新庄村                            | 北新庄村                   | 北新庄村                      | 昭和29年7月5日 武生市に編入   | 武生市                         | 武生市                       | 平成17年10月1日 越前市 | 越前市 |
| 今 立 郡 | 北村       | 北村                                | 北新庄村                   | 北新庄村                      | 昭和29年7月5日 武生市に編入   | 武生市                         | 武生市                       | 平成17年10月1日 越前市 | 越前市 |
| 今 立 郡 | 杉崎村     | 杉崎村                              | 北新庄村                   | 北新庄村                      | 昭和29年7月5日 武生市に編入   | 武生市                         | 武生市                       | 平成17年10月1日 越前市 | 越前市 |
| 今 立 郡 | 戸谷村     | 戸谷村                              | 北新庄村                   | 北新庄村                      | 昭和29年7月5日 武生市に編入   | 武生市                         | 武生市                       | 平成17年10月1日 越前市 | 越前市 |
| 今 立 郡 | 長尾村     | 長尾村                              | 北新庄村                   | 北新庄村                      | 昭和29年7月5日 武生市に編入   | 武生市                         | 武生市                       | 平成17年10月1日 越前市 | 越前市 |
| 今 立 郡 | 三ツ屋村   | 三ツ屋村                            | 北新庄村                   | 北新庄村                      | 昭和29年7月5日 武生市に編入   | 武生市                         | 武生市                       | 平成17年10月1日 越前市 | 越前市 |
| 今 立 郡 | 下真柄村   | 下真柄村                            | 北新庄村                   | 北新庄村                      | 昭和29年7月5日 武生市に編入   | 武生市                         | 武生市                       | 平成17年10月1日 越前市 | 越前市 |
| 今 立 郡 | 荒谷村     | 荒谷村                              | 今立郡 北日野村            | 北日野村                      | 昭和29年7月5日 武生市に編入   | 武生市                         | 武生市                       | 平成17年10月1日 越前市 | 越前市 |
| 今 立 郡 | 岩内村     | 岩内村                              | 今立郡 北日野村            | 北日野村                      | 昭和29年7月5日 武生市に編入   | 武生市                         | 武生市                       | 平成17年10月1日 越前市 | 越前市 |
| 今 立 郡 | 大手村     | 大手村                              | 今立郡 北日野村            | 北日野村                      | 昭和29年7月5日 武生市に編入   | 武生市                         | 武生市                       | 平成17年10月1日 越前市 | 越前市 |
| 今 立 郡 | 大屋村     | 大屋村                              | 今立郡 北日野村            | 北日野村                      | 昭和29年7月5日 武生市に編入   | 武生市                         | 武生市                       | 平成17年10月1日 越前市 | 越前市 |
| 今 立 郡 | 小野谷村   | 小野谷村                            | 今立郡 北日野村            | 北日野村                      | 昭和29年7月5日 武生市に編入   | 武生市                         | 武生市                       | 平成17年10月1日 越前市 | 越前市 |
| 今 立 郡 | 葛岡村     | 葛岡村                              | 今立郡 北日野村            | 北日野村                      | 昭和29年7月5日 武生市に編入   | 武生市                         | 武生市                       | 平成17年10月1日 越前市 | 越前市 |
| 今 立 郡 | 庄田村     | 庄田村                              | 今立郡 北日野村            | 北日野村                      | 昭和29年7月5日 武生市に編入   | 武生市                         | 武生市                       | 平成17年10月1日 越前市 | 越前市 |
| 今 立 郡 | 西尾村     | 西尾村                              | 今立郡 北日野村            | 北日野村                      | 昭和29年7月5日 武生市に編入   | 武生市                         | 武生市                       | 平成17年10月1日 越前市 | 越前市 |
| 今 立 郡 | 西谷村     | 西谷村                              | 今立郡 北日野村            | 北日野村                      | 昭和29年7月5日 武生市に編入   | 武生市                         | 武生市                       | 平成17年10月1日 越前市 | 越前市 |
| 今 立 郡 | 畑村       | 畑村                                | 今立郡 北日野村            | 北日野村                      | 昭和29年7月5日 武生市に編入   | 武生市                         | 武生市                       | 平成17年10月1日 越前市 | 越前市 |
| 今 立 郡 | 平林村     | 平林村                              | 今立郡 北日野村            | 北日野村                      | 昭和29年7月5日 武生市に編入   | 武生市                         | 武生市                       | 平成17年10月1日 越前市 | 越前市 |
| 今 立 郡 | 帆山村     | 帆山村                              | 今立郡 北日野村            | 北日野村                      | 昭和29年7月5日 武生市に編入   | 武生市                         | 武生市                       | 平成17年10月1日 越前市 | 越前市 |
| 今 立 郡 | 矢放村     | 矢放村                              | 今立郡 北日野村            | 北日野村                      | 昭和29年7月5日 武生市に編入   | 武生市                         | 武生市                       | 平成17年10月1日 越前市 | 越前市 |
| 今 立 郡 | 矢船村     | 矢船村                              | 今立郡 北日野村            | 北日野村                      | 昭和29年7月5日 武生市に編入   | 武生市                         | 武生市                       | 平成17年10月1日 越前市 | 越前市 |
| 南 条 郡 | 向新保村   | 向新保村                            | 今立郡 北日野村            | 北日野村                      | 昭和29年7月5日 武生市に編入   | 武生市                         | 武生市                       | 平成17年10月1日 越前市 | 越前市 |
| 南 条 郡 | 今宿村     | 今宿村                              | 王子保村                   | 王子保村                      | 昭和29年7月5日 武生市に編入   | 武生市                         | 武生市                       | 平成17年10月1日 越前市 | 越前市 |
| 南 条 郡 | 瓜生野村   | 瓜生野村                            | 王子保村                   | 王子保村                      | 昭和29年7月5日 武生市に編入   | 武生市                         | 武生市                       | 平成17年10月1日 越前市 | 越前市 |
| 南 条 郡 | 春日野村   | 春日野村                            | 王子保村                   | 王子保村                      | 昭和29年7月5日 武生市に編入   | 武生市                         | 武生市                       | 平成17年10月1日 越前市 | 越前市 |
| 南 条 郡 | 国兼村     | 国兼村                              | 王子保村                   | 王子保村                      | 昭和29年7月5日 武生市に編入   | 武生市                         | 武生市                       | 平成17年10月1日 越前市 | 越前市 |
| 南 条 郡 | 小松村     | 小松村                              | 王子保村                   | 王子保村                      | 昭和29年7月5日 武生市に編入   | 武生市                         | 武生市                       | 平成17年10月1日 越前市 | 越前市 |
| 南 条 郡 | 四郎丸村   | 四郎丸村                            | 王子保村                   | 王子保村                      | 昭和29年7月5日 武生市に編入   | 武生市                         | 武生市                       | 平成17年10月1日 越前市 | 越前市 |
| 南 条 郡 | 白崎村     | 白崎村                              | 王子保村                   | 王子保村                      | 昭和29年7月5日 武生市に編入   | 武生市                         | 武生市                       | 平成17年10月1日 越前市 | 越前市 |
| 南 条 郡 | 塚原村     | 塚原村                              | 王子保村                   | 王子保村                      | 昭和29年7月5日 武生市に編入   | 武生市                         | 武生市                       | 平成17年10月1日 越前市 | 越前市 |
| 南 条 郡 | 中村       | 中村                                | 王子保村                   | 王子保村                      | 昭和29年7月5日 武生市に編入   | 武生市                         | 武生市                       | 平成17年10月1日 越前市 | 越前市 |
| 南 条 郡 | 下温谷村   | 下温谷村                            | 王子保村                   | 王子保村                      | 昭和29年7月5日 武生市に編入   | 武生市                         | 武生市                       | 平成17年10月1日 越前市 | 越前市 |
| 南 条 郡 | 中平吹村   | 中平吹村                            | 王子保村                   | 王子保村                      | 昭和29年7月5日 武生市に編入   | 武生市                         | 武生市                       | 平成17年10月1日 越前市 | 越前市 |
| 南 条 郡 | 下平吹村   | 下平吹村                            | 王子保村                   | 王子保村                      | 昭和29年7月5日 武生市に編入   | 武生市                         | 武生市                       | 平成17年10月1日 越前市 | 越前市 |
| 南 条 郡 | 府中本町   | 明治2年 改称 武生町                 | 武生町                     | 武生町                        | 昭和23年4月1日 武生市         | 武生市                         | 武生市                       | 平成17年10月1日 越前市 | 越前市 |
| 南 条 郡 | 北府村     | 北府村                              | 武生町                     | 武生町                        | 昭和23年4月1日 武生市         | 武生市                         | 武生市                       | 平成17年10月1日 越前市 | 越前市 |
| 南 条 郡 | 上市村     | 上市村                              | 武生町                     | 武生町                        | 昭和23年4月1日 武生市         | 武生市                         | 武生市                       | 平成17年10月1日 越前市 | 越前市 |
| 南 条 郡 | 大門河原村 | 大門河原村                          | 武生町                     | 武生町                        | 昭和23年4月1日 武生市         | 武生市                         | 武生市                       | 平成17年10月1日 越前市 | 越前市 |
| 南 条 郡 | 平出村     | 平出村                              | 武生町                     | 武生町                        | 昭和23年4月1日 武生市         | 武生市                         | 武生市                       | 平成17年10月1日 越前市 | 越前市 |
| 南 条 郡 | 高瀬村     | 高瀬村                              | 茶臼山村                   | 明治23年5月7日 改称 神山村    | 昭和23年4月1日 武生市         | 武生市                         | 武生市                       | 平成17年10月1日 越前市 | 越前市 |
| 南 条 郡 | 池ノ上村   | 池ノ上村                            | 茶臼山村                   | 明治23年5月7日 改称 神山村    | 昭和23年4月1日 武生市         | 武生市                         | 武生市                       | 平成17年10月1日 越前市 | 越前市 |
| 南 条 郡 | 岡本村     | 岡本村                              | 茶臼山村                   | 明治23年5月7日 改称 神山村    | 昭和23年4月1日 武生市         | 武生市                         | 武生市                       | 平成17年10月1日 越前市 | 越前市 |
| 南 条 郡 | 千福村     | 千福村                              | 茶臼山村                   | 明治23年5月7日 改称 神山村    | 昭和23年4月1日 武生市         | 武生市                         | 武生市                       | 平成17年10月1日 越前市 | 越前市 |
| 南 条 郡 | 常久村     | 常久村                              | 茶臼山村                   | 明治23年5月7日 改称 神山村    | 昭和23年4月1日 武生市         | 武生市                         | 武生市                       | 平成17年10月1日 越前市 | 越前市 |
| 南 条 郡 | 上広瀬村   | 明治初年 広瀬村                     | 茶臼山村                   | 明治23年5月7日 改称 神山村    | 昭和23年4月1日 武生市         | 武生市                         | 武生市                       | 平成17年10月1日 越前市 | 越前市 |
| 南 条 郡 | 下広瀬村   | 明治初年 広瀬村                     | 茶臼山村                   | 明治23年5月7日 改称 神山村    | 昭和23年4月1日 武生市         | 武生市                         | 武生市                       | 平成17年10月1日 越前市 | 越前市 |
| 南 条 郡 | 松森村     | 松森村                              | 茶臼山村                   | 明治23年5月7日 改称 神山村    | 昭和23年4月1日 武生市         | 武生市                         | 武生市                       | 平成17年10月1日 越前市 | 越前市 |
| 南 条 郡 | 三ツ口村   | 三ツ口村                            | 茶臼山村                   | 明治23年5月7日 改称 神山村    | 昭和23年4月1日 武生市         | 武生市                         | 武生市                       | 平成17年10月1日 越前市 | 越前市 |
| 南 条 郡 | 妙法寺村   | 妙法寺村                            | 茶臼山村                   | 明治23年5月7日 改称 神山村    | 昭和23年4月1日 武生市         | 武生市                         | 武生市                       | 平成17年10月1日 越前市 | 越前市 |
| 南 条 郡 | 行松村     | 行松村                              | 茶臼山村                   | 明治23年5月7日 改称 神山村    | 昭和23年4月1日 武生市         | 武生市                         | 武生市                       | 平成17年10月1日 越前市 | 越前市 |
| 丹 生 郡 | 沢村       | 明治14年2月21日 所属変更 南条郡沢村 | 茶臼山村                   | 明治23年5月7日 改称 神山村    | 昭和23年4月1日 武生市         | 武生市                         | 武生市                       | 平成17年10月1日 越前市 | 越前市 |
| 丹 生 郡 | 本保村     | 本保村                              | 吉野村                     | 吉野村                        | 昭和25年1月1日 武生市に編入   | 武生市                         | 武生市                       | 平成17年10月1日 越前市 | 越前市 |
| 丹 生 郡 | 家久村     | 家久村                              | 吉野村                     | 吉野村                        | 昭和25年1月1日 武生市に編入   | 武生市                         | 武生市                       | 平成17年10月1日 越前市 | 越前市 |
| 丹 生 郡 | 片屋村     | 片屋村                              | 吉野村                     | 吉野村                        | 昭和25年1月1日 武生市に編入   | 武生市                         | 武生市                       | 平成17年10月1日 越前市 | 越前市 |
| 丹 生 郡 | 芝原村     | 芝原村                              | 吉野村                     | 吉野村                        | 昭和25年1月1日 武生市に編入   | 武生市                         | 武生市                       | 平成17年10月1日 越前市 | 越前市 |
| 丹 生 郡 | 余田村     | 余田村                              | 吉野村                     | 吉野村                        | 昭和25年1月1日 武生市に編入   | 武生市                         | 武生市                       | 平成17年10月1日 越前市 | 越前市 |
| 丹 生 郡 | 氷坂村     | 氷坂村                              | 吉野村                     | 吉野村                        | 昭和25年1月1日 武生市に編入   | 武生市                         | 武生市                       | 平成17年10月1日 越前市 | 越前市 |
| 丹 生 郡 | 上大虫村   | 上大虫村                            | 大虫村                     | 大虫村                        | 昭和25年11月30日 武生市に編入 | 武生市                         | 武生市                       | 平成17年10月1日 越前市 | 越前市 |
| 丹 生 郡 | 下大虫村   | 下大虫村                            | 大虫村                     | 大虫村                        | 昭和25年11月30日 武生市に編入 | 武生市                         | 武生市                       | 平成17年10月1日 越前市 | 越前市 |
| 丹 生 郡 | 上太田村   | 上太田村                            | 大虫村                     | 大虫村                        | 昭和25年11月30日 武生市に編入 | 武生市                         | 武生市                       | 平成17年10月1日 越前市 | 越前市 |
| 丹 生 郡 | 下太田村   | 下太田村                            | 大虫村                     | 大虫村                        | 昭和25年11月30日 武生市に編入 | 武生市                         | 武生市                       | 平成17年10月1日 越前市 | 越前市 |
| 丹 生 郡 | 北山村     | 北山村                              | 大虫村                     | 大虫村                        | 昭和25年11月30日 武生市に編入 | 武生市                         | 武生市                       | 平成17年10月1日 越前市 | 越前市 |
| 丹 生 郡 | 上四目村   | 上四目村                            | 大虫村                     | 大虫村                        | 昭和25年11月30日 武生市に編入 | 武生市                         | 武生市                       | 平成17年10月1日 越前市 | 越前市 |
| 丹 生 郡 | 下四目村   | 下四目村                            | 大虫村                     | 大虫村                        | 昭和25年11月30日 武生市に編入 | 武生市                         | 武生市                       | 平成17年10月1日 越前市 | 越前市 |
| 丹 生 郡 | 新村       | 新村                                | 大虫村                     | 大虫村                        | 昭和25年11月30日 武生市に編入 | 武生市                         | 武生市                       | 平成17年10月1日 越前市 | 越前市 |
| 丹 生 郡 | 小松村     | 小松村                              | 大虫村                     | 大虫村                        | 昭和25年11月30日 武生市に編入 | 武生市                         | 武生市                       | 平成17年10月1日 越前市 | 越前市 |
| 丹 生 郡 | 太田新保村 | 太田新保村                          | 大虫村                     | 大虫村                        | 昭和25年11月30日 武生市に編入 | 武生市                         | 武生市                       | 平成17年10月1日 越前市 | 越前市 |
| 丹 生 郡 | 高森村     | 高森村                              | 大虫村                     | 大虫村                        | 昭和25年11月30日 武生市に編入 | 武生市                         | 武生市                       | 平成17年10月1日 越前市 | 越前市 |
| 丹 生 郡 | 丹生郷村   | 丹生郷村                            | 大虫村                     | 大虫村                        | 昭和25年11月30日 武生市に編入 | 武生市                         | 武生市                       | 平成17年10月1日 越前市 | 越前市 |
| 丹 生 郡 | 三ツ俣村   | 三ツ俣村                            | 大虫村                     | 大虫村                        | 昭和25年11月30日 武生市に編入 | 武生市                         | 武生市                       | 平成17年10月1日 越前市 | 越前市 |
| 丹 生 郡 | 横根村     | 横根村                              | 大虫村                     | 大虫村                        | 昭和25年11月30日 武生市に編入 | 武生市                         | 武生市                       | 平成17年10月1日 越前市 | 越前市 |
| 丹 生 郡 | 勾当原村   | 勾当原村                            | 南条郡 坂口村              | 坂口村                        | 昭和26年3月30日 武生市に編入  | 武生市                         | 武生市                       | 平成17年10月1日 越前市 | 越前市 |
| 丹 生 郡 | 中山村     | 中山村                              | 南条郡 坂口村              | 坂口村                        | 昭和26年3月30日 武生市に編入  | 武生市                         | 武生市                       | 平成17年10月1日 越前市 | 越前市 |
| 南 条 郡 | 湯谷村     | 湯谷村                              | 南条郡 坂口村              | 坂口村                        | 昭和26年3月30日 武生市に編入  | 武生市                         | 武生市                       | 平成17年10月1日 越前市 | 越前市 |
| 南 条 郡 | 中津原村   | 中津原村                            | 南条郡 坂口村              | 坂口村                        | 昭和26年3月30日 武生市に編入  | 武生市                         | 武生市                       | 平成17年10月1日 越前市 | 越前市 |
| 南 条 郡 | 下中津原村 | 下中津原村                          | 南条郡 坂口村              | 坂口村                        | 昭和26年3月30日 武生市に編入  | 武生市                         | 武生市                       | 平成17年10月1日 越前市 | 越前市 |
| 南 条 郡 | 下別所村   | 下別所村                            | 南条郡 坂口村              | 坂口村                        | 昭和26年3月30日 武生市に編入  | 武生市                         | 武生市                       | 平成17年10月1日 越前市 | 越前市 |
| 今 立 郡 | 村国村     | 村国村                              | 国高村                     | 国高村                        | 昭和25年7月7日 武生市に編入   | 武生市                         | 武生市                       | 平成17年10月1日 越前市 | 越前市 |
| 今 立 郡 | 高木村     | 高木村                              | 国高村                     | 国高村                        | 昭和25年7月7日 武生市に編入   | 武生市                         | 武生市                       | 平成17年10月1日 越前市 | 越前市 |
| 今 立 郡 | 稲寄村     | 稲寄村                              | 国高村                     | 国高村                        | 昭和25年7月7日 武生市に編入   | 武生市                         | 武生市                       | 平成17年10月1日 越前市 | 越前市 |
| 今 立 郡 | 瓜生村     | 瓜生村                              | 国高村                     | 国高村                        | 昭和25年7月7日 武生市に編入   | 武生市                         | 武生市                       | 平成17年10月1日 越前市 | 越前市 |
| 今 立 郡 | 押田村     | 押田村                              | 国高村                     | 国高村                        | 昭和25年7月7日 武生市に編入   | 武生市                         | 武生市                       | 平成17年10月1日 越前市 | 越前市 |
| 今 立 郡 | 庄村       | 庄村                                | 国高村                     | 国高村                        | 昭和25年7月7日 武生市に編入   | 武生市                         | 武生市                       | 平成17年10月1日 越前市 | 越前市 |
| 今 立 郡 | 塚町村     | 塚町村                              | 国高村                     | 国高村                        | 昭和25年7月7日 武生市に編入   | 武生市                         | 武生市                       | 平成17年10月1日 越前市 | 越前市 |
| 今 立 郡 | 長土呂村   | 長土呂村                            | 国高村                     | 国高村                        | 昭和25年7月7日 武生市に編入   | 武生市                         | 武生市                       | 平成17年10月1日 越前市 | 越前市 |
| 今 立 郡 | 馬上免村   | 馬上免村                            | 国高村                     | 国高村                        | 昭和25年7月7日 武生市に編入   | 武生市                         | 武生市                       | 平成17年10月1日 越前市 | 越前市 |
| 今 立 郡 | 横市村     | 横市村                              | 国高村                     | 国高村                        | 昭和25年7月7日 武生市に編入   | 武生市                         | 武生市                       | 平成17年10月1日 越前市 | 越前市 |
| 今 立 郡 | 池泉村     | 池泉村                              | 味真野村                   | 味真野村                      | 味真野村                      | 味真野村                       | 昭和31年9月30日 武生市に編入 | 平成17年10月1日 越前市 | 越前市 |
| 今 立 郡 | 入谷村     | 入谷村                              | 味真野村                   | 味真野村                      | 味真野村                      | 味真野村                       | 昭和31年9月30日 武生市に編入 | 平成17年10月1日 越前市 | 越前市 |
| 今 立 郡 | 上大坪村   | 上大坪村                            | 味真野村                   | 味真野村                      | 味真野村                      | 味真野村                       | 昭和31年9月30日 武生市に編入 | 平成17年10月1日 越前市 | 越前市 |
| 今 立 郡 | 野大坪村   | 野大坪村                            | 味真野村                   | 味真野村                      | 味真野村                      | 味真野村                       | 昭和31年9月30日 武生市に編入 | 平成17年10月1日 越前市 | 越前市 |
| 今 立 郡 | 北小山村   | 北小山村                            | 味真野村                   | 味真野村                      | 味真野村                      | 味真野村                       | 昭和31年9月30日 武生市に編入 | 平成17年10月1日 越前市 | 越前市 |
| 今 立 郡 | 南小山村   | 南小山村                            | 味真野村                   | 味真野村                      | 味真野村                      | 味真野村                       | 昭和31年9月30日 武生市に編入 | 平成17年10月1日 越前市 | 越前市 |
| 今 立 郡 | 金屋村     | 金屋村                              | 味真野村                   | 味真野村                      | 味真野村                      | 味真野村                       | 昭和31年9月30日 武生市に編入 | 平成17年10月1日 越前市 | 越前市 |
| 今 立 郡 | 萱谷村     | 萱谷村                              | 味真野村                   | 味真野村                      | 味真野村                      | 味真野村                       | 昭和31年9月30日 武生市に編入 | 平成17年10月1日 越前市 | 越前市 |
| 今 立 郡 | 五分市村   | 五分市村                            | 味真野村                   | 味真野村                      | 味真野村                      | 味真野村                       | 昭和31年9月30日 武生市に編入 | 平成17年10月1日 越前市 | 越前市 |
| 今 立 郡 | 清水頭村   | 清水頭村                            | 味真野村                   | 味真野村                      | 味真野村                      | 味真野村                       | 昭和31年9月30日 武生市に編入 | 平成17年10月1日 越前市 | 越前市 |
| 今 立 郡 | 中居村     | 中居村                              | 味真野村                   | 味真野村                      | 味真野村                      | 味真野村                       | 昭和31年9月30日 武生市に編入 | 平成17年10月1日 越前市 | 越前市 |
| 今 立 郡 | 檜尾谷村   | 檜尾谷村                            | 味真野村                   | 味真野村                      | 味真野村                      | 味真野村                       | 昭和31年9月30日 武生市に編入 | 平成17年10月1日 越前市 | 越前市 |
| 今 立 郡 | 文室村     | 文室村                              | 味真野村                   | 味真野村                      | 味真野村                      | 味真野村                       | 昭和31年9月30日 武生市に編入 | 平成17年10月1日 越前市 | 越前市 |
| 今 立 郡 | 蓑脇村     | 蓑脇村                              | 味真野村                   | 味真野村                      | 味真野村                      | 味真野村                       | 昭和31年9月30日 武生市に編入 | 平成17年10月1日 越前市 | 越前市 |
| 今 立 郡 | 宮谷村     | 宮谷村                              | 味真野村                   | 味真野村                      | 味真野村                      | 味真野村                       | 昭和31年9月30日 武生市に編入 | 平成17年10月1日 越前市 | 越前市 |
| 今 立 郡 | 余川村     | 余川村                              | 味真野村                   | 味真野村                      | 味真野村                      | 味真野村                       | 昭和31年9月30日 武生市に編入 | 平成17年10月1日 越前市 | 越前市 |
| 今 立 郡 | 上真柄村   | 上真柄村                            | 味真野村                   | 味真野村                      | 味真野村                      | 味真野村                       | 昭和31年9月30日 武生市に編入 | 平成17年10月1日 越前市 | 越前市 |
| 丹 生 郡 | 安養寺村   | 安養寺村                            | 白山村                     | 白山村                        | 白山村                        | 白山村                         | 昭和34年8月1日 武生市に編入  | 平成17年10月1日 越前市 | 越前市 |
| 丹 生 郡 | 粟野村     | 粟野村                              | 白山村                     | 白山村                        | 白山村                        | 白山村                         | 昭和34年8月1日 武生市に編入  | 平成17年10月1日 越前市 | 越前市 |
| 丹 生 郡 | 黒川村     | 黒川村                              | 白山村                     | 白山村                        | 白山村                        | 白山村                         | 昭和34年8月1日 武生市に編入  | 平成17年10月1日 越前市 | 越前市 |
| 丹 生 郡 | 小杉村     | 小杉村                              | 白山村                     | 白山村                        | 白山村                        | 白山村                         | 昭和34年8月1日 武生市に編入  | 平成17年10月1日 越前市 | 越前市 |
| 丹 生 郡 | 小谷村     | 小谷村                              | 白山村                     | 白山村                        | 白山村                        | 白山村                         | 昭和34年8月1日 武生市に編入  | 平成17年10月1日 越前市 | 越前市 |
| 丹 生 郡 | 小野村     | 小野村                              | 白山村                     | 白山村                        | 白山村                        | 白山村                         | 昭和34年8月1日 武生市に編入  | 平成17年10月1日 越前市 | 越前市 |
| 丹 生 郡 | 菖蒲谷村   | 菖蒲谷村                            | 白山村                     | 白山村                        | 白山村                        | 白山村                         | 昭和34年8月1日 武生市に編入  | 平成17年10月1日 越前市 | 越前市 |
| 丹 生 郡 | 勝蓮花村   | 勝蓮花村                            | 白山村                     | 白山村                        | 白山村                        | 白山村                         | 昭和34年8月1日 武生市に編入  | 平成17年10月1日 越前市 | 越前市 |
| 丹 生 郡 | 菅村       | 菅村                                | 白山村                     | 白山村                        | 白山村                        | 白山村                         | 昭和34年8月1日 武生市に編入  | 平成17年10月1日 越前市 | 越前市 |
| 丹 生 郡 | 杉本村     | 明治10年代 改称 上杉本村            | 白山村                     | 白山村                        | 白山村                        | 白山村                         | 昭和34年8月1日 武生市に編入  | 平成17年10月1日 越前市 | 越前市 |
| 丹 生 郡 | 千合谷村   | 千合谷村                            | 白山村                     | 白山村                        | 白山村                        | 白山村                         | 昭和34年8月1日 武生市に編入  | 平成17年10月1日 越前市 | 越前市 |
| 丹 生 郡 | 曽原村     | 曽原村                              | 白山村                     | 白山村                        | 白山村                        | 白山村                         | 昭和34年8月1日 武生市に編入  | 平成17年10月1日 越前市 | 越前市 |
| 丹 生 郡 | 土山村     | 土山村                              | 白山村                     | 白山村                        | 白山村                        | 白山村                         | 昭和34年8月1日 武生市に編入  | 平成17年10月1日 越前市 | 越前市 |
| 丹 生 郡 | 都辺村     | 都辺村                              | 白山村                     | 白山村                        | 白山村                        | 白山村                         | 昭和34年8月1日 武生市に編入  | 平成17年10月1日 越前市 | 越前市 |
| 丹 生 郡 | 中野村     | 中野村                              | 白山村                     | 白山村                        | 白山村                        | 白山村                         | 昭和34年8月1日 武生市に編入  | 平成17年10月1日 越前市 | 越前市 |
| 丹 生 郡 | 二階堂村   | 二階堂村                            | 白山村                     | 白山村                        | 白山村                        | 白山村                         | 昭和34年8月1日 武生市に編入  | 平成17年10月1日 越前市 | 越前市 |
| 丹 生 郡 | 米口村     | 米口村                              | 白山村                     | 白山村                        | 白山村                        | 白山村                         | 昭和34年8月1日 武生市に編入  | 平成17年10月1日 越前市 | 越前市 |
| 丹 生 郡 | 萩原村     | 萩原村                              | 白山村                     | 白山村                        | 白山村                        | 白山村                         | 昭和34年8月1日 武生市に編入  | 平成17年10月1日 越前市 | 越前市 |
| 丹 生 郡 | 仏谷村     | 仏谷村                              | 白山村                     | 白山村                        | 白山村                        | 白山村                         | 昭和34年8月1日 武生市に編入  | 平成17年10月1日 越前市 | 越前市 |
| 丹 生 郡 | 堀村       | 堀村                                | 白山村                     | 白山村                        | 白山村                        | 白山村                         | 昭和34年8月1日 武生市に編入  | 平成17年10月1日 越前市 | 越前市 |
| 丹 生 郡 | 牧村       | 牧村                                | 白山村                     | 白山村                        | 白山村                        | 白山村                         | 昭和34年8月1日 武生市に編入  | 平成17年10月1日 越前市 | 越前市 |
| 丹 生 郡 | 丸岡村     | 丸岡村                              | 白山村                     | 白山村                        | 白山村                        | 白山村                         | 昭和34年8月1日 武生市に編入  | 平成17年10月1日 越前市 | 越前市 |
| 丹 生 郡 | 安戸村     | 安戸村                              | 白山村                     | 白山村                        | 白山村                        | 白山村                         | 昭和34年8月1日 武生市に編入  | 平成17年10月1日 越前市 | 越前市 |
| 丹 生 郡 | 若須村     | 若須村                              | 白山村                     | 白山村                        | 白山村                        | 白山村                         | 昭和34年8月1日 武生市に編入  | 平成17年10月1日 越前市 | 越前市 |
| 丹 生 郡 | 増谷村     | 増谷村                              | 白山村                     | 白山村                        | 白山村                        | 白山村                         | 昭和34年8月1日 武生市に編入  | 平成17年10月1日 越前市 | 越前市 |

## 行政

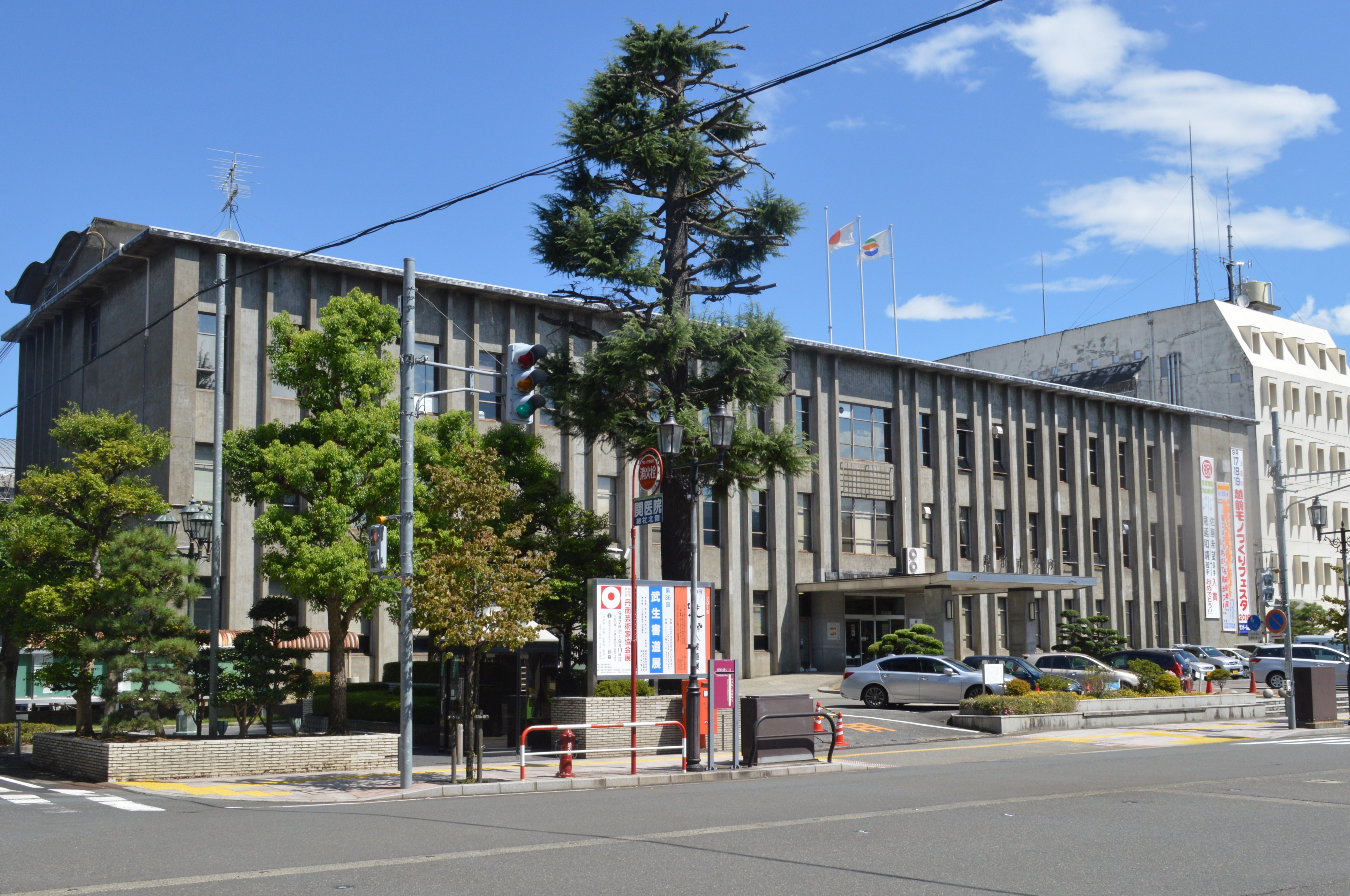
2019年まで使用された旧越前市役所庁舎

### 歴代市長
| 名前     | 就任日        | 退任日        | 備考  |
| -------- | ------------- | ------------- | ----- |
| 奈良俊幸 | 2005年11月6日 | 2021年11月5日 | 4期   |
| 山田賢一 | 2021年11月6日 | 在任中        | 1期目 |

### 庁舎
市役所
- 越前市役所：越前市府中一丁目13番7号

支所・出張所
- 今立総合支所：越前市粟田部町第9号1番地9（あいぱーく今立内）[8]
- 味真野出張所：越前市味真野町第7号2番地1（味真野公民館内）
- 白山出張所：越前市都辺町第36号84番地（白山公民館内）

### 提携都市
国内
- 岐阜県高山市
1982年（昭和57年）10月22日 - 旧武生市が友好都市提携
- 岐阜県本巣市
1994年（平成6年）4月7日 - 旧今立町が旧本巣郡根尾村と友好都市提携

### 市名について
市の名称を巡っては、「武生市」「越前武生市」「南越市」など多数を占めたにもかかわらず、少数意見の「越前市」が選ばれたことに批判がある。既に北隣に「越前町」がある上、2005年（平成17年）1月1日には南隣に南越前町が同じく市町村合併で発足しており、これではほとんど同じ地名が密集することになり、当時の武生市・今立町合併協議会による決定直後から「非常に紛らわしい」「隣接する『越前町』の名称を完全に模倣している」との批判があった。
当時の三木勅男武生市長は、いずれは三箇所とも合併して一つの「越前市」になったらいいと発言し、暗に両隣の町名が合併で自然消滅することを求めたが、2005年5月に行われた最後の武生市長選には出馬せず任期満了、その後合併までの期間も短く、市民による具体的活動も見直し議論もされぬまま越前市の発足に至っている。

### 議会

#### 市議会
越前市議会
- 越前市議会：定数22人（任期満了2026年7月29日）[11]

#### 県議会
福井県議会
越前市今立郡南条郡選挙区（越前市、池田町、南越前町）に属する。同選挙区から選出される福井県議会議員の定数は5議席。

#### 国会
衆議院
敦賀市、小浜市、鯖江市、今立郡池田町、 南条郡南越前町、丹生郡越前町、 三方郡美浜町、 大飯郡高浜町、 大飯郡おおい町、三方上中郡若狭町と構成される福井県第2区に属する。
また、衆議院選挙比例代表区は比例北陸信越ブロック。
参議院
参議院・北陸信越ブロックの福井県選挙区に属する。同選挙区は参議院一人区の1つ。

## 公共機関

### 国の機関
法務省
- 福井地方検察庁武生支部、武生区検察庁
- 福井地方法務局武生支局

財務省
- 国税庁金沢国税局武生税務署

厚生労働省
- 福井労働局武生労働基準監督署

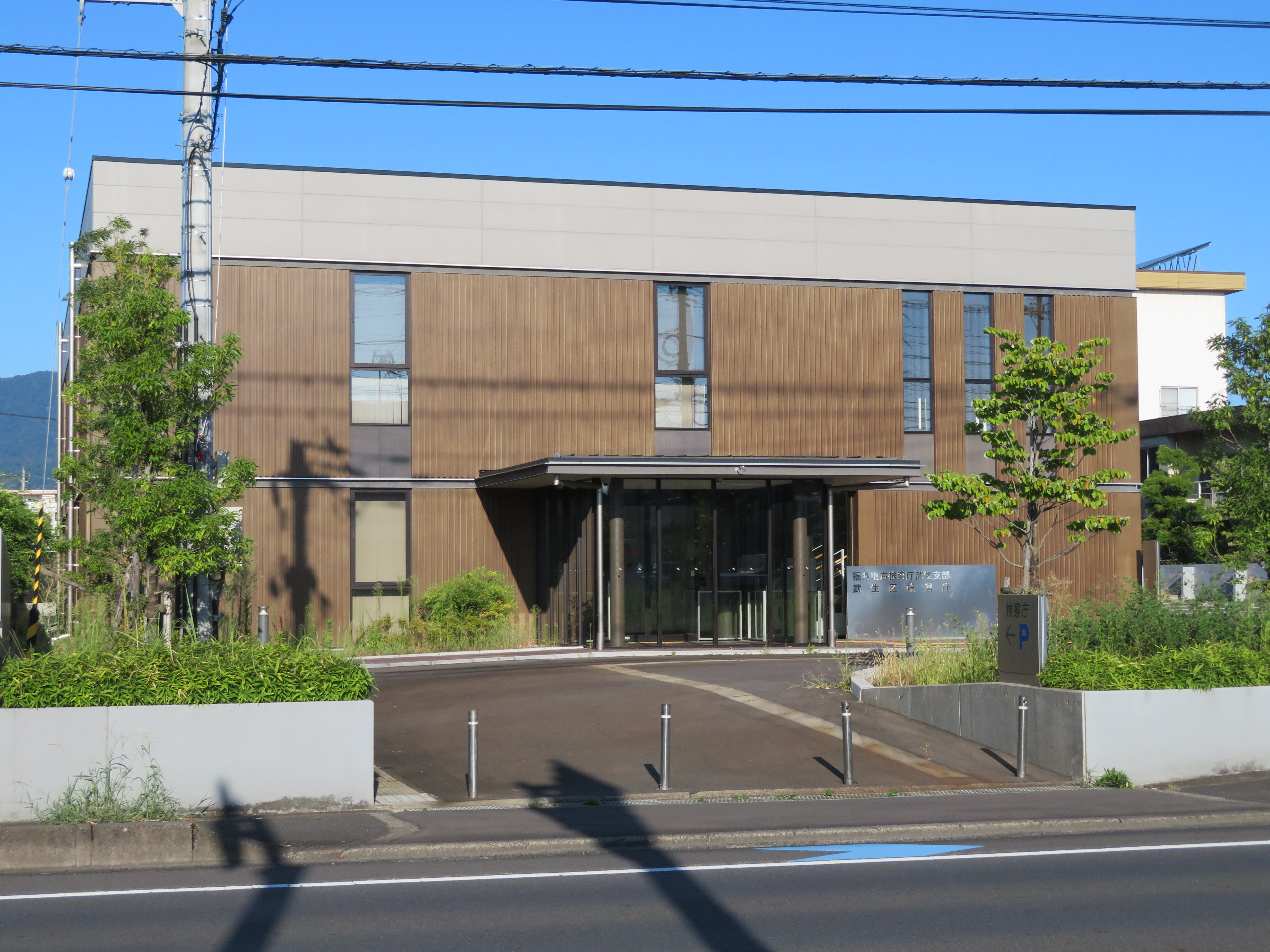
武生区検察庁

- 福井労働局武生公共職業安定所（ハローワーク武生）

防衛省
- 自衛隊福井地方協力本部越前地域事務所

裁判所
- 福井地方裁判所武生支部
- 福井家庭裁判所武生支部
- 武生簡易裁判所

## 施設

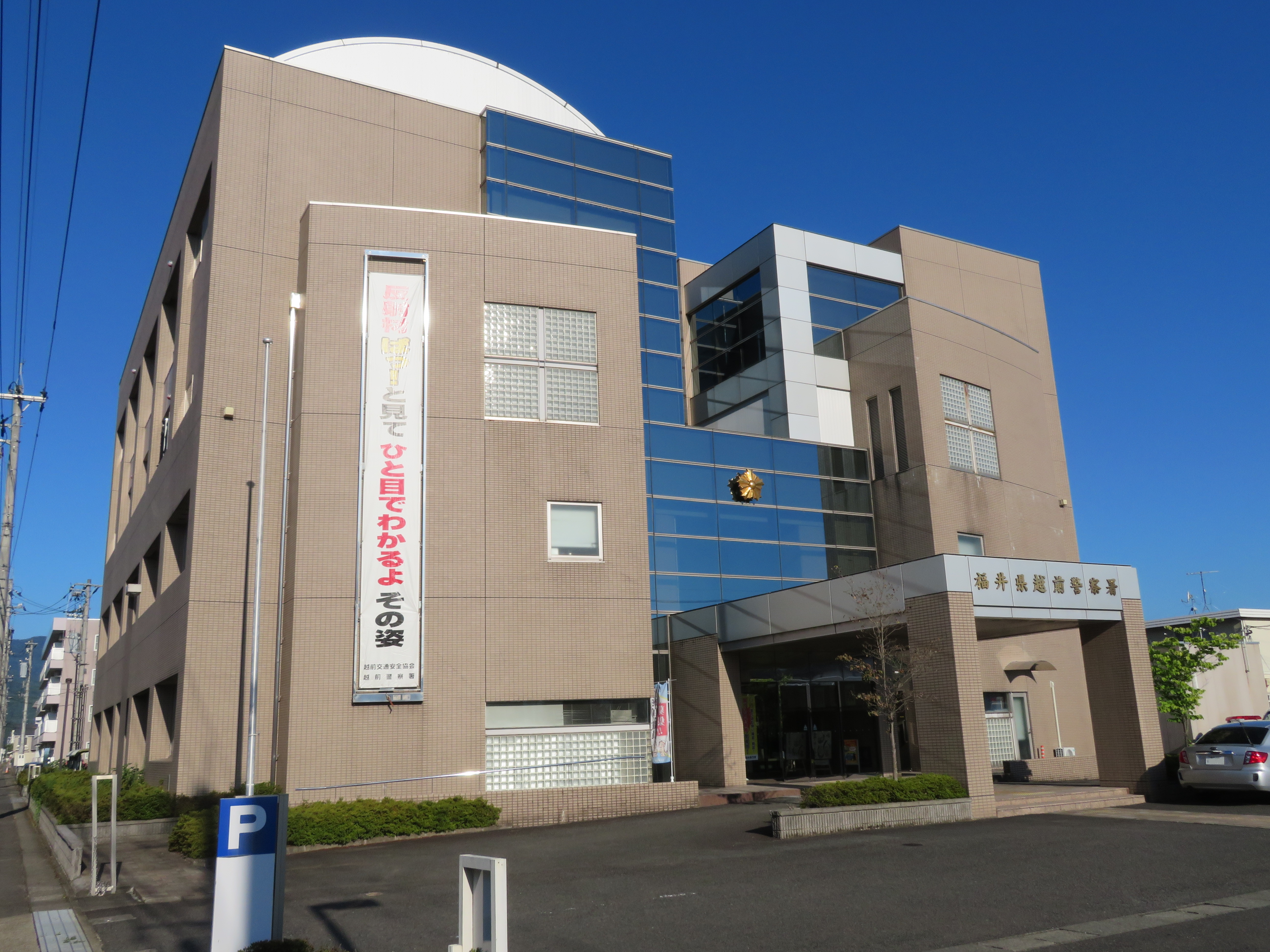
越前警察署

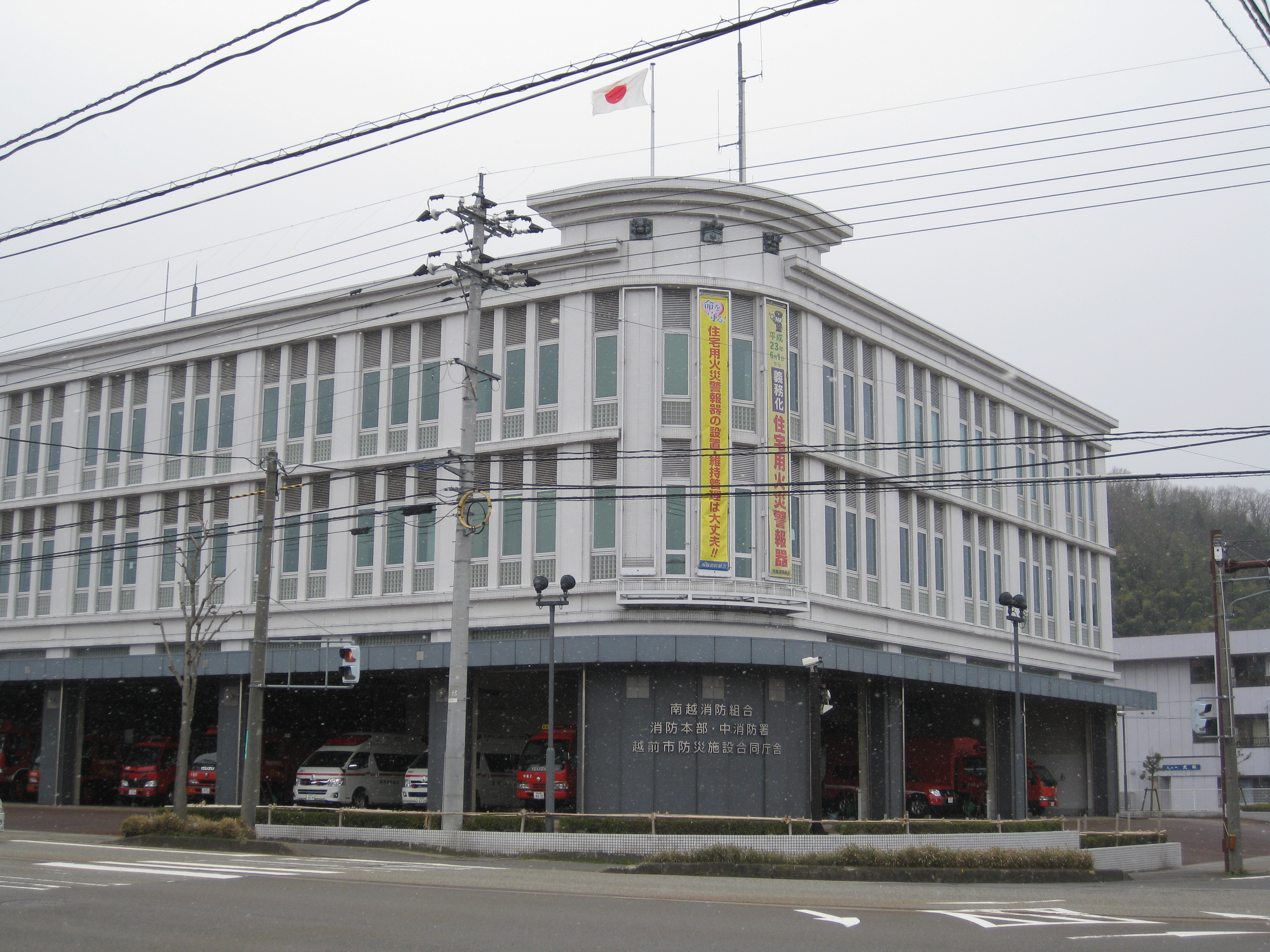
南越中消防署

### 警察
福井県 越前警察署
- 交番
  - 武生駅前交番（越前市府中一丁目）
  - 有明交番（越前市高瀬二丁目）
  - 南交番（越前市畷町）
  - 国高交番（越前市長土呂町）
  - 今立交番（越前市粟田部町：今立分庁舎内）
  - 越前たけふ駅前交番（越前市岩内町）
- 駐在所
  - 本保駐在所（越前市本保町）
  - 北新庄駐在所（越前市北町）
  - 味真野駐在所（越前市池泉町）
  - 王子保駐在所（越前市今宿町）
  - 広瀬駐在所（越前市広瀬町）
  - 白山駐在所（越前市堀町）
  - 南中山駐在所（越前市中津山町）
  - 服間駐在所（越前市領家町）

### 消防
南越消防組合
- 中消防署（管轄区域：旧武生市の区域）
- 東消防署（管轄区域：旧今立町の区域および池田町）

### 郵便局
- 武生郵便局

### 図書館
- 越前市立図書館
  - 越前市立中央図書館
  - 越前市立今立図書館

### 交流施設
- 越前市島会館
- かこさとし ふるさと絵本館
- 福井県産業振興施設（サンドーム福井）

### 運動施設
- 武生中央公園総合体育館

### 道の駅
- 道の駅越前たけふ

## 経済

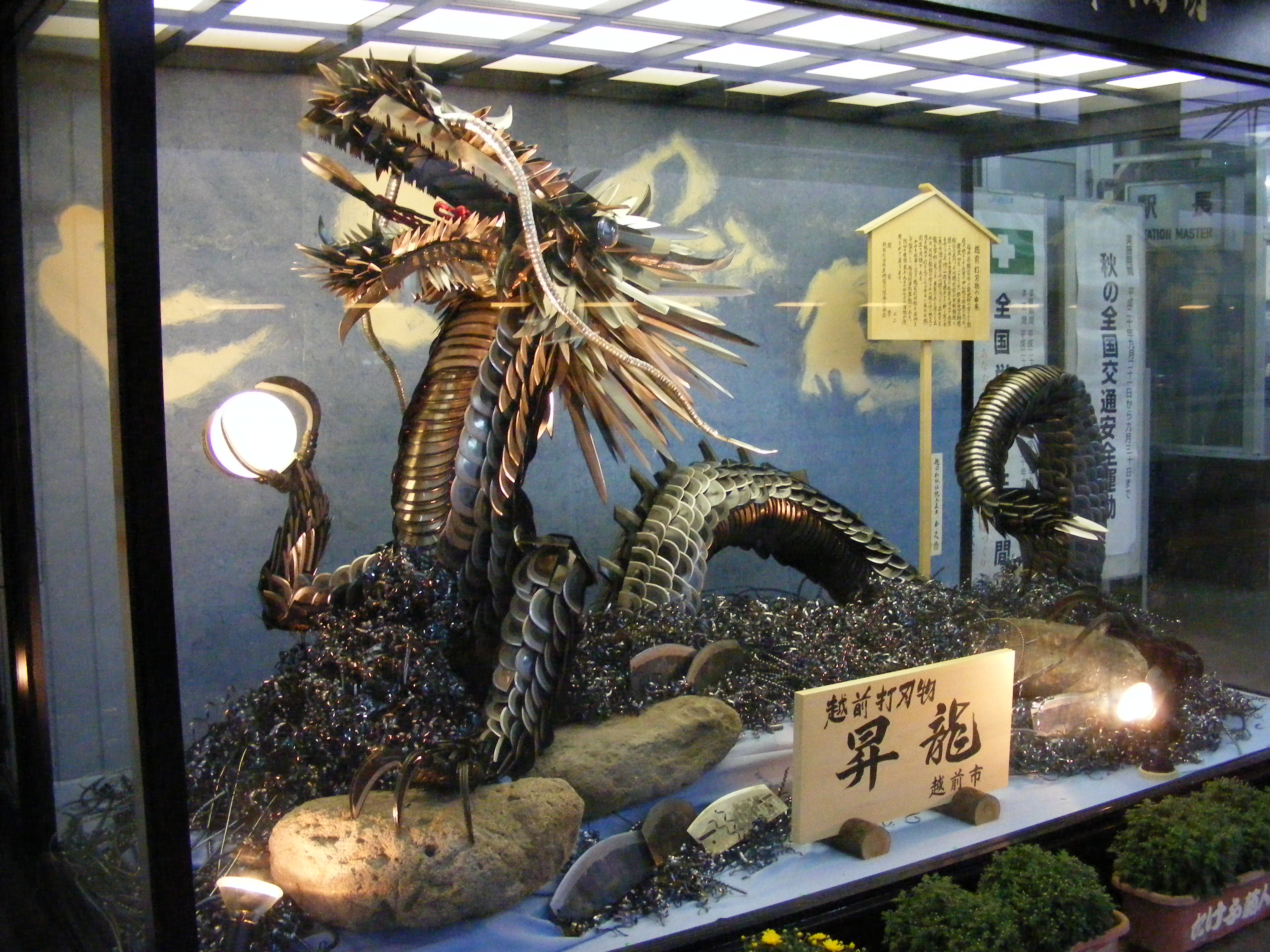
越前打刃物で作られた龍

主な産業
- 電子・機械・化学・繊維工業が盛ん。

産業別人口(2005年国勢調査)
- 第一次産業：1,513人
- 第二次産業：18,623人
- 第三次産業：23,926人

商工会議所・商工会
- 武生商工会議所
- 越前市商工会 - 白山・味真野・今立地区

### 第一次産業
農業は稲作が中心。稲作以外にはスイカや菊や蕎麦などの栽培も盛ん。

#### 農業
- 稲作
- 西瓜
- 菊
- 蕎麦

農業協同組合
- 越前たけふ農業協同組合
- 福井県農業協同組合 - 今立地区

### 第二次産業
伝統産業として越前和紙、越前打刃物、越前箪笥が有名。

#### 工業
- 電子工業
- 機械工業
- 化学工業
- 繊維工業

### 第三次産業

#### 商業
主な商業施設
- アル・プラザ武生
- 武生楽市
- シピィ(SIPY)

### 拠点を置く企業

#### 本社を置く企業
- オリオン
- 福井村田製作所
- アイシン福井
- ギャレックス[12]
- マツウラ
- 武生特殊鋼材 - 刃物鋼などの鉄鋼製品を製造
- 越前エネライン
- 福井鉄道
- 福井車輌輸送

#### 事業所を置く主な企業
- 松浦機械製作所武生工場
- 信越化学工業武生工場
- レンゴー武生工場

過去に存在した事業所
- 北陸コカ・コーラボトリング武生工場 - 2000年9月閉鎖。

## 情報・通信
テレビ局
- こしの都ネットワーク

中継局
- 武生新宮テレビ中継局

## 生活基盤
電力
- 北陸電力送配電（60 Hz）

通信
- NTT西日本 - NTT西日本による級局区分は、2級局である。

当市の市外局番は、料金単位区域と同一の範囲を持つ0778で統一されており、以下の区域への通話は市外局番不要かつ市内通話料金が適用されることとなる。
- 0778 エリア
  - 鯖江市、越前市、今立郡池田町、丹生郡越前町、南条郡南越前町

## 教育

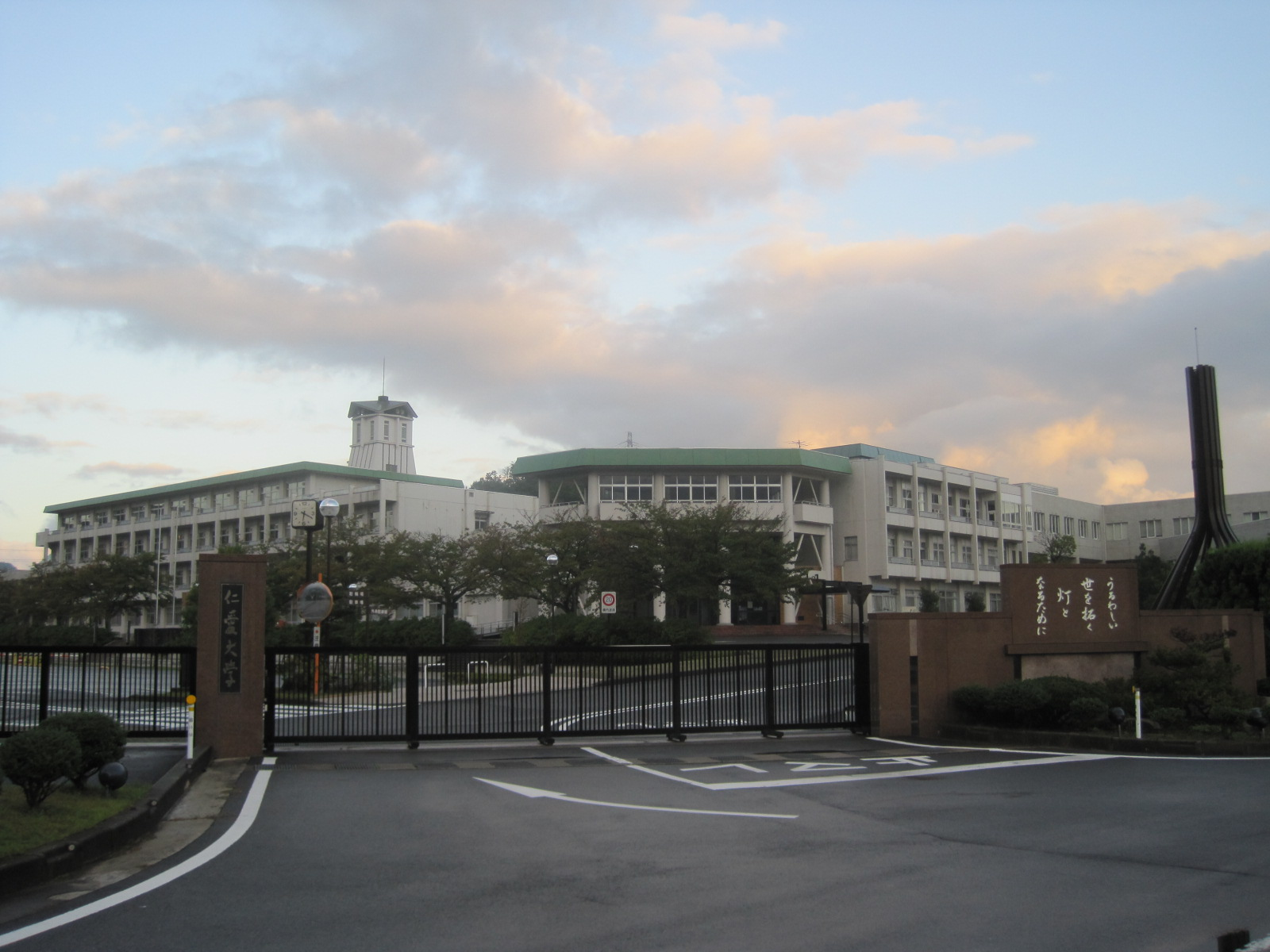
仁愛大学

### 小学校
越前市の小学校は、現在、計17校が存在している。
- 越前市味真野小学校
- 越前市王子保小学校
- 越前市大虫小学校
- 越前市岡本小学校
- 越前市花筐小学校
- 越前市神山小学校
- 越前市北新庄小学校
- 越前市北日野小学校
- 越前市国高小学校
- 越前市坂口小学校
- 越前市白山小学校
- 越前市武生西小学校
- 越前市武生東小学校
- 越前市武生南小学校
- 越前市服間小学校
- 越前市南中山小学校
- 越前市吉野小学校

### 特別支援学校
県立
- 福井県立南越特別支援学校

### 中学校
越前市の中学校は、現在、計8校が存在している
- 越前市武生第一中学校
- 越前市武生第二中学校
  - 越前市武生第二中学校坂口分校 - 福井県内では唯一の中学校の分校である。
- 越前市武生第三中学校
- 越前市万葉中学校
- 越前市武生第五中学校
- 越前市武生第六中学校
- 越前市南越中学校

### 高等学校
越前市の高校は、現在、計3校が存在している
- 福井県立武生高等学校
- 福井県立武生東高等学校
- 福井県立武生商工高等学校 - 2020年に福井県立武生工業高等学校、福井県立武生商業高等学校を統合し設立。

### 専修学校
- 武生看護専門学校

### 大学
私立
- 仁愛大学

## 交通

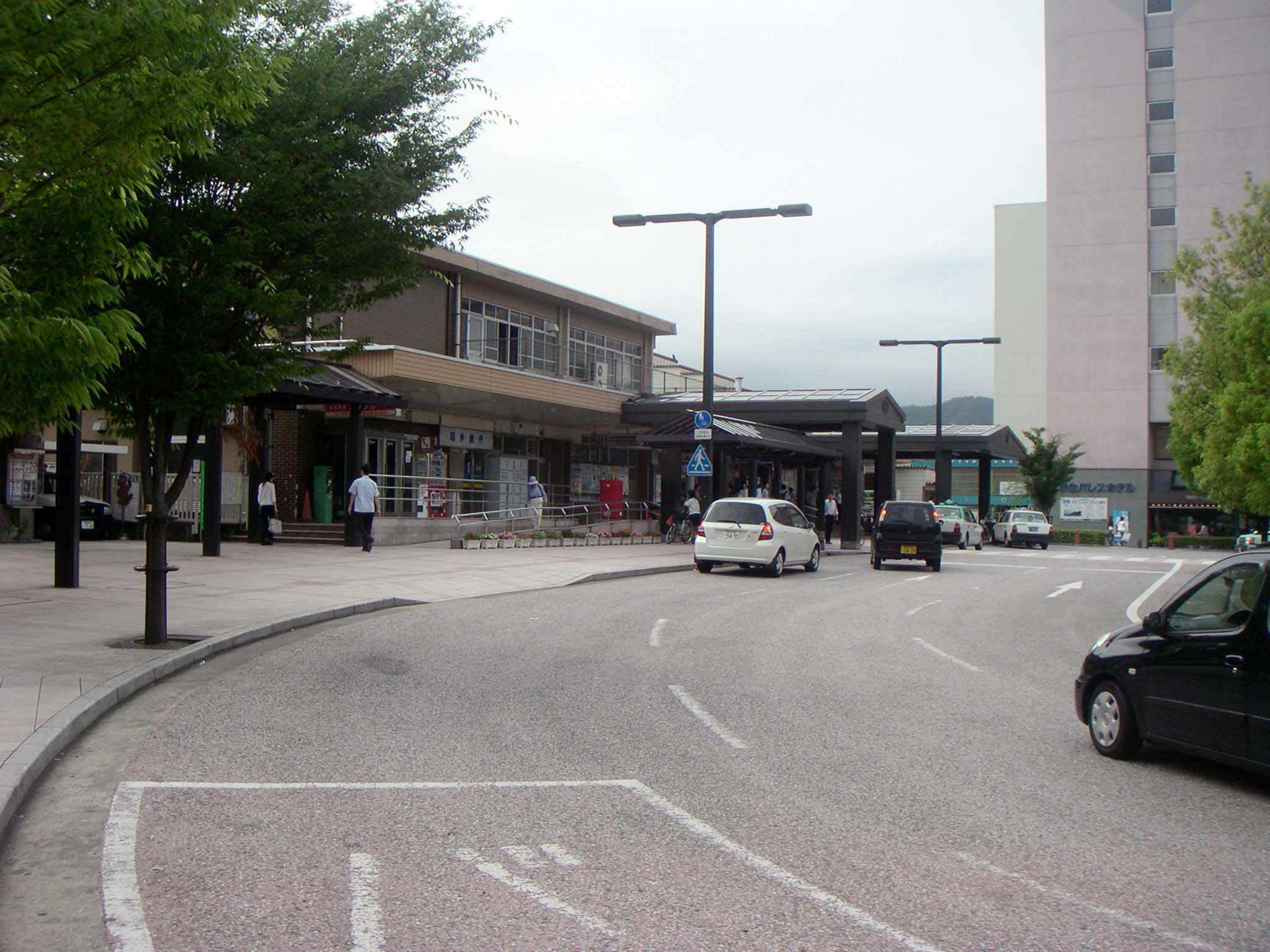
武生駅

### 鉄道
2024年（令和6年）3月16日には北陸新幹線金沢駅 - 敦賀駅間が延伸開業し、中間駅として越前たけふ駅が設置された。
西日本旅客鉄道（JR西日本）
- 北陸新幹線：越前たけふ駅

ハピラインふくい
- ハピラインふくい線：王子保駅 - しきぶ駅(事業中) - 武生駅
  - 王子保駅 - 武生駅、武生駅 - 鯖江駅の間に新駅整備が計画されている。うち、王子保駅 - 武生駅間の新駅については2026年春の開業予定で、2024年2月9日、ハピラインふくいは駅名を「しきぶ駅」とすることを正式に決定した[14]。

福井鉄道
- 福武線：たけふ新駅 - 北府駅 - スポーツ公園駅 - 家久駅

### バス

#### 路線バス
福井鉄道（福鉄バス）
- たけふ新駅を拠点に、市内および池田町、南越前町（河野地区）、越前町への一般路線を運行するほか、福井駅と名鉄バスセンター、阪急大阪梅田駅を結ぶ同社の高速バスが越前たけふ駅バス停留所に停車する。

越前市市民バス「のろっさ」
越前市シャトルバス
- 北陸新幹線越前たけふ駅とハピラインふくい武生駅を結び、2024年（令和6年度）中は大河ドラマ館（武生中央公園）へも乗り入れていた。運行業務は福井鉄道へ委託。2025年3月15日までの期間限定。

#### 高速バス
- 武生駅（ホテルクラウンヒルズ武生駅前）バス停留所 - 中日本ツアーバス
- 越前たけふ駅バス停留所 - 福井鉄道、京福バス、名鉄バス、JR東海バス
- 武生インターバス停留所 - 全便運休中

### タクシー等
越前市デマンド交通（チョイソコ）
- 乗車にはあらかじめ利用登録が必要な「区域運行」型のデマンド乗合タクシー。

越前市定額タクシー「迎車でGO!」
- 一般社団法人越前市観光協会が小松タクシー、武生タクシー、丸越タクシー、ヤマトタクシー、白山交通の5社へ運行を委託して行っている。市内の乗降スポット間の移動に限り利用可能で、事前のタクシーチケット購入とタクシー会社への配車が必要。

丹南地域定額タクシー
- 丹南広域タクシー協議会がエリア内のタクシー会社へ運行を委託して行っている。越前市、鯖江市、越前町、南越前町の住民以外の人がエリア内の乗降スポット間の移動に限り利用可能で、事前のタクシーチケット購入とタクシー会社への配車が必要。

坂口地区デマンド交通「うららのりねぇ～のGO!!」
- サポートさかぐちによる自家用有償旅客運送（交通空白地有償運送）・ライドシェア。乗車にはあらかじめ利用登録が必要で、坂口地区住民のみ利用可能。

### 道路

#### 高速道路
- E8 北陸自動車道：6 武生IC

#### 国道
- 国道8号
- 国道365号
- 国道417号

#### 県道
主要地方道
- 福井県道2号武生美山線
- 福井県道12号武生停車場線
- 福井県道19号武生米ノ線
- 福井県道25号福井今立線
- 福井県道28号福井朝日武生線
- 福井県道40号武生インター線

一般県道
- 福井県道105号鯖江今立線
- 福井県道117号今立池田線
- 福井県道136号帆山王子保停車場線
- 福井県道190号小曽原武生線
- 福井県道193号藤木新堂線
- 福井県道196号北吾妻武生新停車場線
- 福井県道198号池泉今立線
- 福井県道199号大滝定友線
- 福井県道200号岩本粟田部線
- 福井県道201号菅生武生線
- 福井県道202号中小屋武生線
- 福井県道205号湯谷王子保停車場線
- 福井県道206号甲楽城勝連花線
- 福井県道212号寺武生線
- 福井県道243号領家河和田線
- 福井県道248号武生池田線
- 福井県道262号武生インター東線
- 福井県道269号越前たけふ駅線

#### 道の駅
- 越前たけふ

## 名所・旧跡・観光スポット

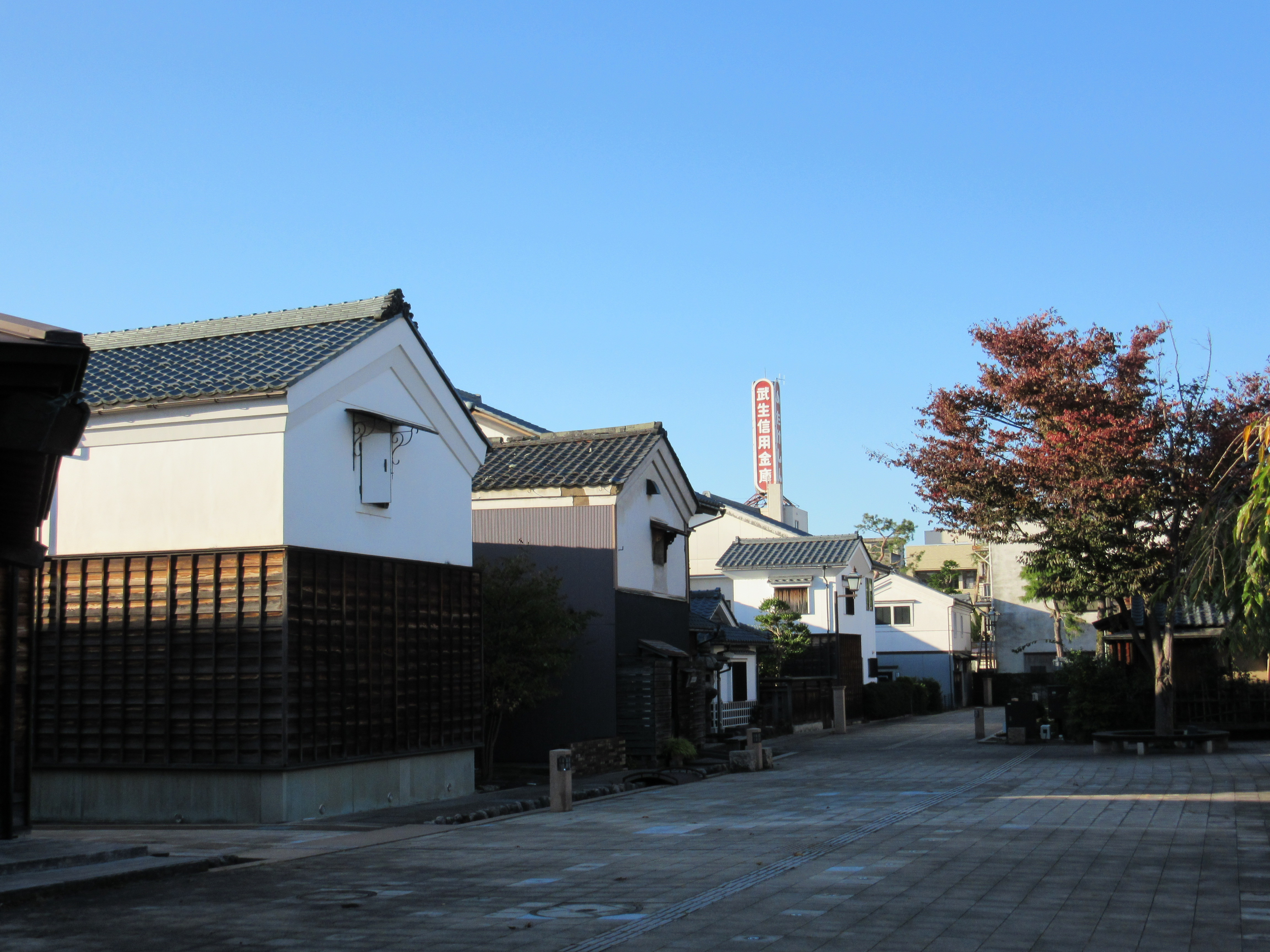
武生中心部にある蔵の辻

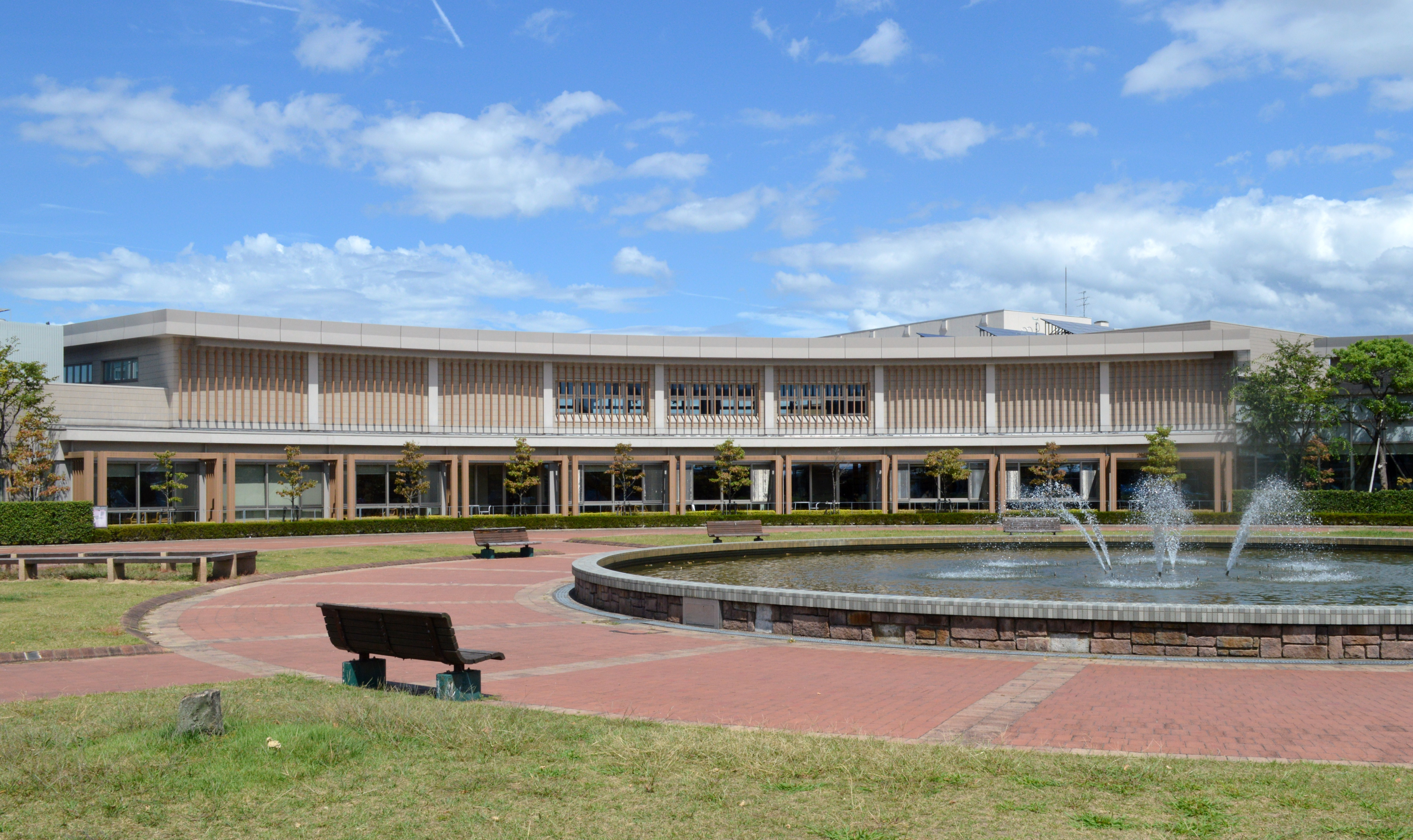
越前市中央図書館

かこさとし ふるさと絵本館「砳」

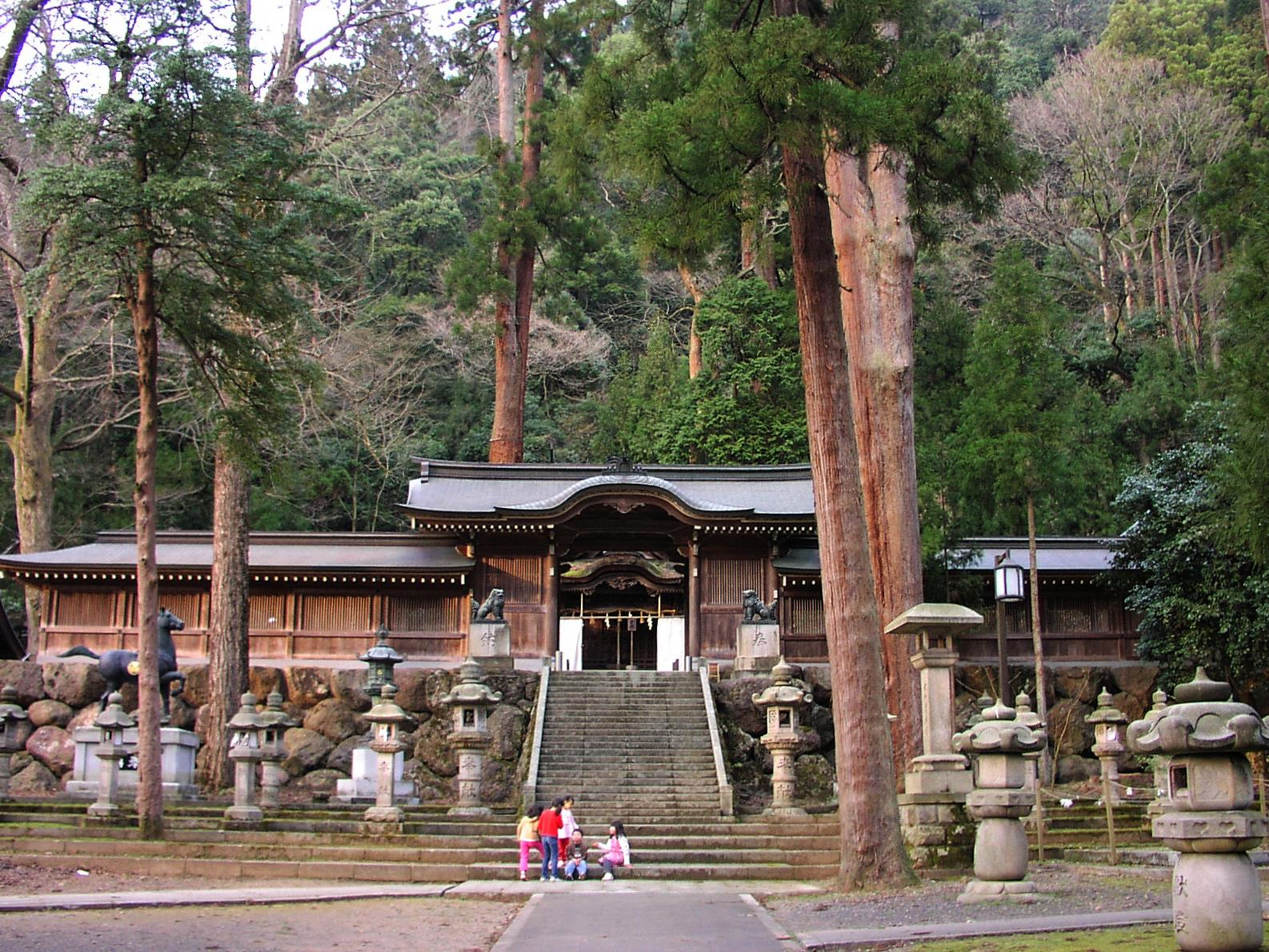
大瀧神社・岡太神社

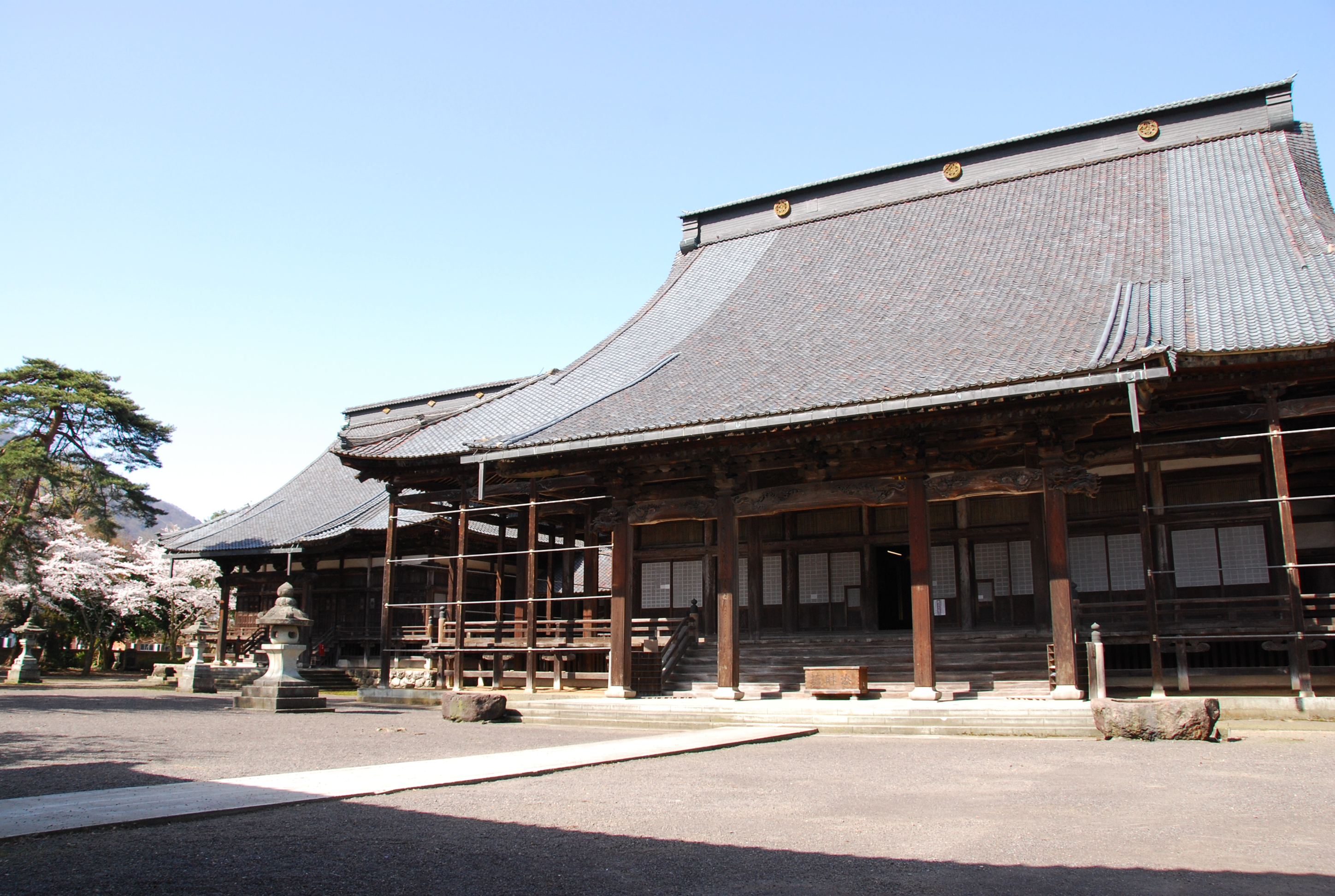
毫摂寺

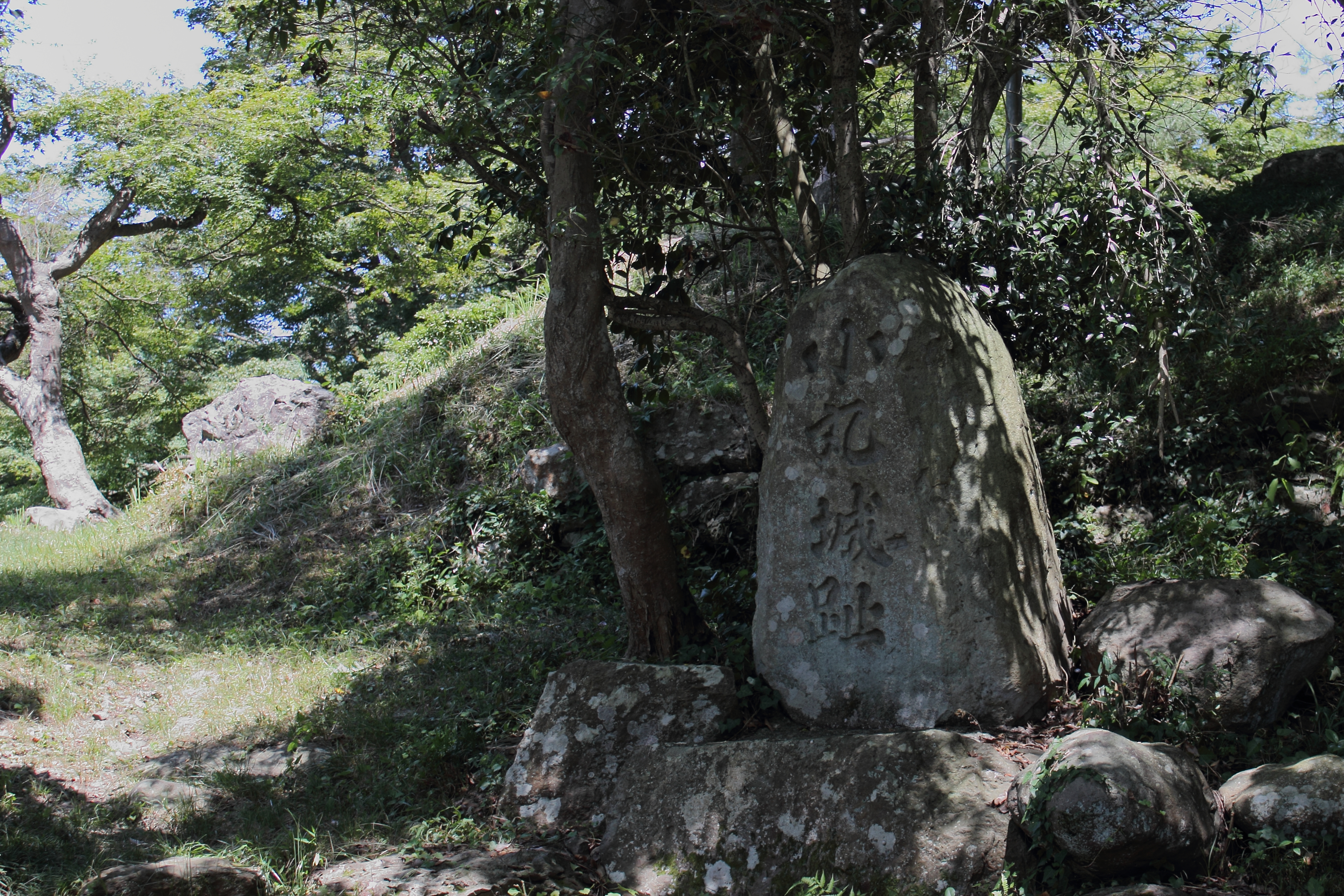
小丸城址

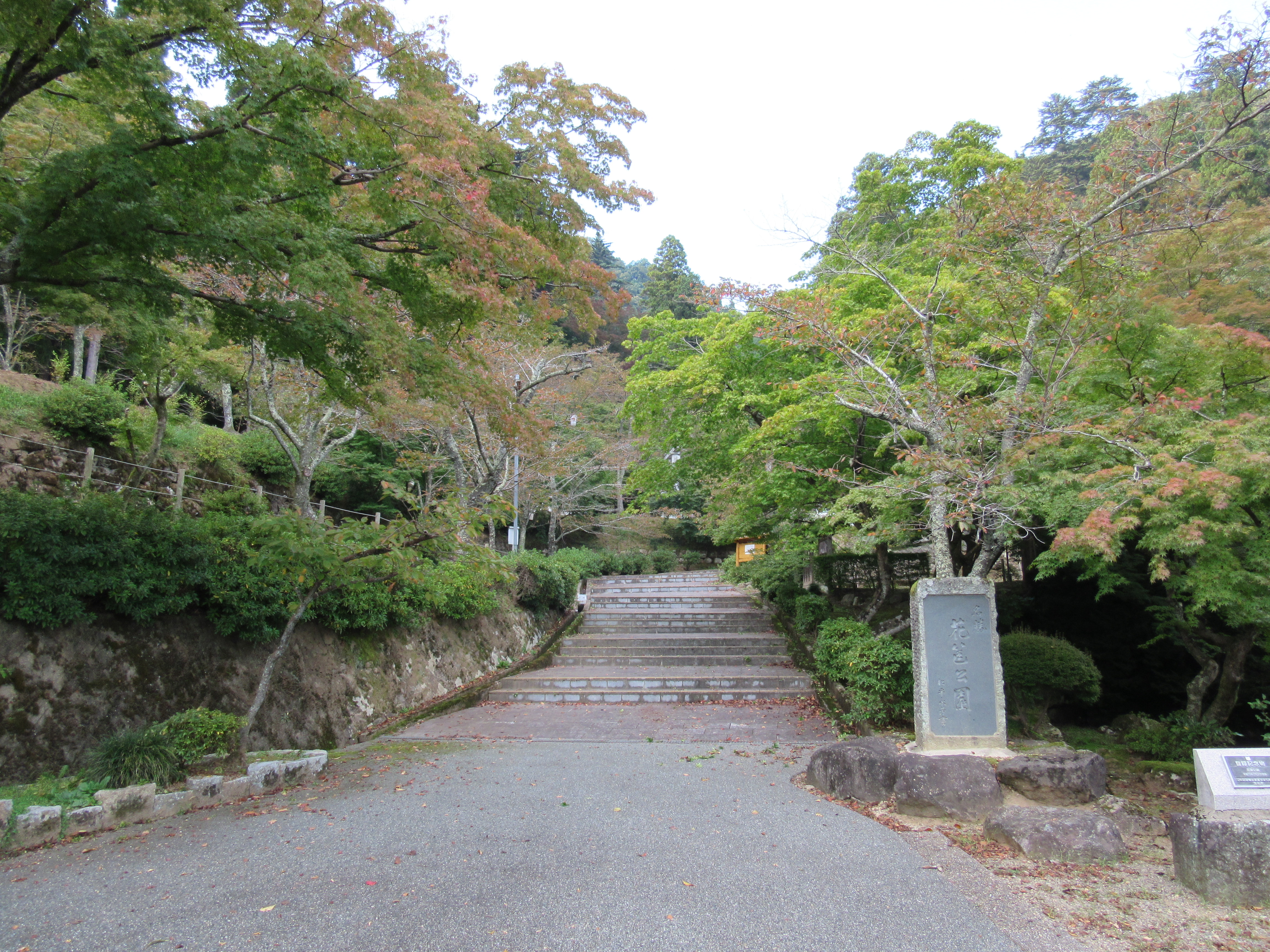
花筐公園

### 名所・旧跡
主な城郭・館
- 越前府中城
- 小丸城址 - 県の史跡[15]
- 本保陣屋跡 - 越前国内にあった江戸幕府直轄地支配のための陣屋跡。明治初年には本保県の県庁が置かれた。

主な神社
- 飯部磐座神社
- 大塩八幡宮 - 国の重要文化財[15][16]
- 大瀧神社・岡太神社 - 大滝町に鎮座。国の重要文化財[15][17]
- 岡太神社 - 粟田部町に鎮座。
- 大虫神社 - 国の重要文化財[15]
- 日野神社
- 千代鶴神社 - 越前打刃物 の祖と伝わる千代鶴国安を祀る。

主な寺院
- 大虫廃寺塔跡 - 県の史跡[15][18]
- 龍泉寺
- 引接寺
- 龍門寺
- 毫摂寺
- 御堂 陽願寺-国登録有形文化財[15]
- 御誕生寺 - 通称、猫寺
- 城福寺 - 城福寺庭園は国の名勝となっている[15][19]。

主な史跡
- 越前の里 味真野（あじまの）苑 - 苑内の旧谷口家住宅は国の重要文化財[15][20]
- 武生公会堂記念館 - 1929年（昭和4年）武生町公会堂として開館。2005年（平成17年）国の登録有形文化財に登録[15][21][22][23]。

街道
- 府中馬借街道 - 市の史跡[15]、中世から江戸時代に馬による物資輸送路として利用された古道。

### 観光スポット
- 越前和紙の里
- 越前打ち刃物会館[24]-刃物団地
- タケフナイフビレッジ
- 式部温泉 湯楽里
- 蔵の辻 - 都市景観大賞「美しいまちなみ大賞（国土交通大臣賞）」（平成13年度）
- 寺町通り

博物館・美術館
- かこさとし ふるさと絵本館「砳」
- 「ちひろの生まれた家」記念館
- 宇野茶道美術館
- エコビレッジ交流センター
- しらやまいこい館 - コウノトリPRコーナー
- 越前和紙の里美術館

公園
- 紫式部公園
- 武生中央公園
  - 越前市中央図書館
- 花筐公園
- 小次郎公園

自然
- 蓑脇の時水 - 残したい日本の音風景100選、福井県の文化財（記念物・名勝）[15]
- 赤谷瓜割清水（あかたにうりわりしょうず） - 今立地区の赤谷町集落内の湧水[25]
- 村国山 - 日本の夜景 100選
- 日野山
- 鬼ヶ嶽
- 味真野のサクラ - 味真野小学校校庭の一本桜（エドヒガン、市の天然記念物[15][26]）
- 治左川のバイカモ - 越前市上真柄町の治左川に咲く梅花藻[27]

## 文化・名物

### 祭事・催事
- 越前萬歳（万歳）[28] - 国の重要無形民俗文化財
- 御莱旨（おらいし）[28][29]-国の重要無形民俗文化財
- 武生国際音楽祭[28]
- たけふ菊人形[28] - 日本三大菊人形
- あじまの万葉まつり[28]
- 武生夏祭り
- 五分市祭り
- 粟田部祭り
- 総社大神宮祭
- 鬼ヶ嶽火祭り
- 日野山祭り
- 今立現代美術紙展 IMADATE ART FIELD[30]
- 国際丹南アートフェスティバル
- 丹南産業フェア
- OMッSEまつり

### 名産・特産
- 菊人形（たけふ菊人形）
- コウノトリ米[28]
- しらやま西瓜（白山スイカ）

伝統工芸品
- 越前和紙[28]
- 越前打刃物[28]
- 越前箪笥[28]

越前市三大グルメ
- 越前おろしそば[28][31]
- ボルガライス[28][32]
- 武生駅前中華そば[28][33]

### 伝統芸能
- 越前萬歳[28]

## 出身関連著名人

### 出身著名人
歴史上の人物
- 真柄直隆（戦国武将）
- 真柄直澄（戦国武将）
- 瑩山紹瑾（僧）

政治・実業
- 稲田朋美（政治家、衆議院議員、自由民主党幹事長代行、元防衛大臣）
- 波多野翼（政治家、衆議院議員、立憲民主党）
- 渡辺洪基（政治家、東京帝国大学初代総長・元東京府知事）
- 町村金弥（政治家、実業家）
- 三田村甚三郎（政治家、実業家）
- 成田五郎 - （在マニラ日本領事館領事、在タウンズビル日本帝国領事）
- 出川昌人（実業家、ブラックロック日本法人社長）
- 松下秀雄（実業家、オーディオテクニカ創業者）
- 伊藤雅彦（フジクラ社長、日本電線工業会会長）

学者
- 大久保道舟（仏教学者）
- 三田村泰助（歴史家）
- 若泉敬（国際政治学者）
- 猪飼隆明（歴史学者、大阪大学名誉教授）
- 高島英幸（英語教育学者）
- 城戸常雄（医学者）
- 奥山喜久夫（工学者）
- かこさとし（児童文学者、絵本画家）

文化人
- 秋山徳蔵（料理人、宮内庁主厨長）
- 松本源太郎（教育者、宮中顧問官）
- 俵万智（歌人）
- 初代岩野平三郎（和紙職人、雲肌麻紙開発者）
- 岩野市兵衛（和紙職人、人間国宝）
- せりかな（シンガーソングライター）
- 堀川ひとみ（シンガーソングライター）
- いわさきちひろ（絵本作家）
- 杉本一文（銅版画家、イラストレーター）
- 池上遼一（劇画家、漫画家）
- 関えり香（脚本家）
- 暁なつめ（小説家）
- 南正時（鉄道写真家・旅行随筆家・アニメーション研究家）
- 三田村善衛（音楽評論家）
- 大塚玲子（クラシックピアニスト）
- 南部英夫（映画監督）
- 辰巳渚（文筆家、考現学者）

スポーツ
- 見延和靖（フェンシング、2020東京オリンピック金メダリスト）
- 牧田明久（プロ野球選手・東北楽天ゴールデンイーグルス）
- 嶋田信敏（元プロ野球選手、日本ハムファイターズ）
- 山本翔也（元プロ野球選手、阪神タイガース）
- 中島康晴（自転車競技選手、愛三工業レーシングチーム）
- 棗佑喜（サッカー選手）
- 上坂瑠子（バレーボール選手）
- 河端悠（柔道選手）
- 平林清澄（陸上競技・マラソン選手）
- 杉永政信（元プロ野球選手、元プロ野球審判員）

報道・芸能
- 天谷ゆか（フリーアナウンサー）
- 藤田佳代（福井エフエム放送アナウンサー）
- 田中悠登（元陸上競技選手・福井放送職員）
- 飯田洋輔（劇団四季俳優）
- 飯田達郎（劇団四季俳優）
- シベリア文太（芸人）
- 野路由紀子（歌手）
- 白木裕子（ディスクジョッキー・歌手、ナチュラル ハイボーカル）
- 根谷美智子（声優）
- 萬谷法英（ミュージカル俳優）
- 加藤直也（タレント・俳優）
- 牧野惇（映像作家、ミュージック・ビデオ監督）
- 谷口つばさ（お笑いタレント）
- 濱頭優（アイドル・女優）

### ゆかりのある人物
- 継体天皇（古墳時代の大王） - 即位前に越国で過ごした。
- 中臣宅守（奈良時代の歌人） - 罰せられて越前国へ流された。
- 狭野茅上娘子（奈良時代の歌人） - 中臣宅守と和歌を交わした。
- 紫式部（平安時代の作家、歌人） - 越前国司となった父・藤原為時とともに訪れ、一年余りを過ごしたといわれている。「源氏物語」を執筆。
- 明智光秀（戦国時代から安土桃山時代にかけての武将、大名） - 織田信長に仕える前の若かりし頃、朝倉義景に召し抱えられ、家臣として越前の地に約10年間暮らしていたとされている。
- 坪田孫助（幕末～明治時代の生糸・織物商） - 輸出向羽二重製織開始のきっかけをつくった
- 市川新松（明治～昭和時代前期の鉱物学者） - 北新庄村中新庄（越前市）の市川家の養子となった。水晶の研究が世界でみとめられた。
- 渡辺洪基（明治時代の教育者、外交官、政治家、帝国大学総長）
- 南直哉（曹洞宗の禅僧） - 霊泉寺住職。